# Mary Shelley

Mary Shelley, 1840 gemalt von Richard Rothwell, National Portrait Gallery (London)

Mary Shelley geborene Mary Godwin (* 30. August 1797 in London, England; † 1. Februar 1851 ebenda), häufig auch als Mary Wollstonecraft Shelley (auch Mary W. Shelley) bezeichnet, war eine englische Schriftstellerin des frühen 19. Jahrhunderts. Sie ist als Autorin von Frankenstein oder Der moderne Prometheus (1818), einem bekannten Werk der romantischen und fantastischen Literatur, in die Literaturgeschichte eingegangen. Zu ihrem Gesamtwerk zählen mehrere Romane, Kurzgeschichten, Theaterstücke, Essays, Gedichte, Rezensionen, Biografien und Reiseerzählungen. Sie gab außerdem das Werk ihres früh verstorbenen Ehemanns, Percy Bysshe Shelley, mit dem sie seit 1816 verheiratet war, heraus.
Ihr Vater war der Sozialphilosoph und Begründer des philosophischen Anarchismus William Godwin. Ihre Mutter war die Schriftstellerin und Feministin Mary Wollstonecraft, die mit Verteidigung der Rechte der Frau (1792) eine der frühesten und grundlegenden Arbeiten der Frauenrechtsbewegung verfasste. Mary Godwins Mutter starb kurz nach der Geburt ihrer Tochter. William Godwin zog seine Tochter gemeinsam mit ihrer älteren Halbschwester zunächst allein auf. Sie erhielten durch ihn und seine spätere zweite Ehefrau eine informelle, aber umfassende Erziehung.
Ab 1814 führten Mary Godwin und der verheiratete Dichter Percy Bysshe Shelley eine Liebesbeziehung. Den Sommer des Jahres 1816, das auch Jahr ohne Sommer genannt wird, verbrachte das Paar mit dem romantischen Dichter Lord Byron, seinem Leibarzt John Polidori und Marys Stiefschwester Claire Clairmont am Genfersee. Dort entwarf Mary Godwin die Idee für ihren Roman Frankenstein. Ende 1816, nach dem Tod von Percy B. Shelleys Ehefrau, heirateten Mary Godwin und Shelley in England. Von 1818 bis 1822 lebte das Paar in Italien.
Nach dem Unfalltod ihres Ehemannes 1822 kehrte Mary Shelley mit ihrem einzigen überlebenden Kind nach England zurück. Dort setzte sie ihre Karriere als Schriftstellerin fort; es entstanden unter anderem der historische Roman Perkin Warbeck (1830) und der apokalyptische Roman Verney, der letzte Mensch (1826) sowie die Erzählungen Lodore (1835) und Falkner (1837). Ferner schrieb Mary Shelley Kurzgeschichten für Almanache und Geschenkbücher, zahlreiche biografische Aufsätze für Dionysius Lardners Cabinet Cyclopaedia (1829–1846) sowie Berichte über ihre Reisen durch Europa mit ihrem Sohn. Mary Shelley starb im Alter von 53 Jahren, vermutlich an einem Hirntumor.
Bis in die 1970er Jahre wurde Mary Shelley vor allem als Verwalterin des literarischen Nachlasses ihres Ehemanns sowie als Verfasserin von Frankenstein wahrgenommen. Frankenstein, ihr bekanntestes Werk, wird auch zweihundert Jahre nach seiner Erstveröffentlichung noch gelesen und wurde mehrfach für Bühne und Film adaptiert. Ab der Mitte des 20. Jahrhunderts fanden ihre übrigen Arbeiten ebenfalls wieder Beachtung und erschienen in Neuausgaben, zusammen mit einer wachsenden Zahl wissenschaftlicher und populärer Biografien über die Schriftstellerin. Zudem ist die Literaturwissenschaft seit den 1970er Jahren zu einer umfassenderen Wertung ihres vielseitigen Werkes gelangt und würdigt heute auch ihre späteren Romane und Erzählungen.

## Leben

### Kindheit

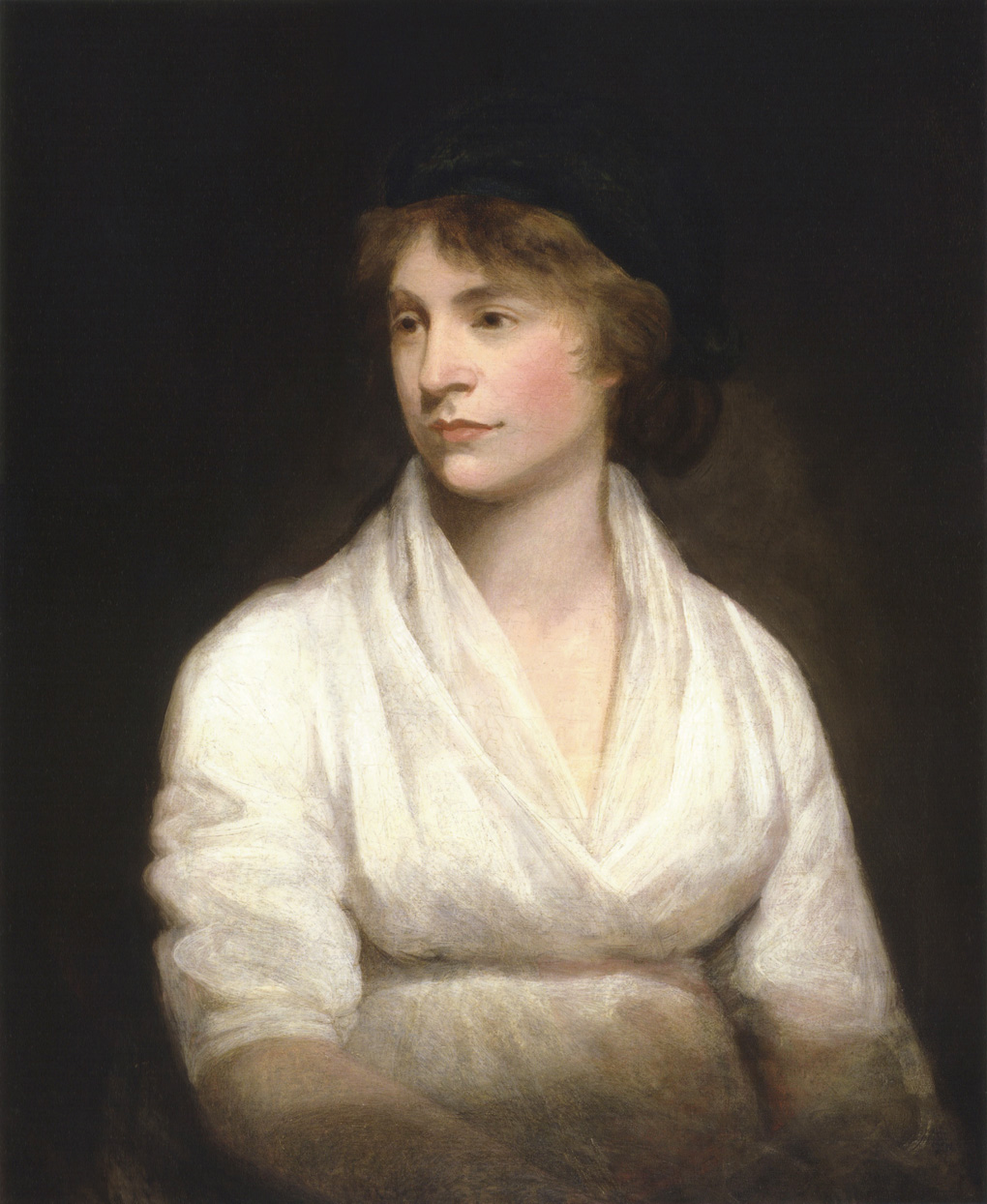
Mary Wollstonecraft, Gemälde von John Opie, 1797, National Portrait Gallery, London

Mary Shelley wurde als Mary Godwin in Somers Town, London, im Jahre 1797 geboren. Sie war das zweite Kind der Frauenrechtlerin und Schriftstellerin Mary Wollstonecraft und das erste des Sozialphilosophen William Godwin. Elf Tage nach der Geburt starb Mary Wollstonecraft am Kindbettfieber. Mit Hilfe von Haushälterinnen zog William Godwin seine Tochter Mary Godwin sowie ihre ältere Halbschwester Fanny Imlay, die Tochter von Mary Wollstonecraft aus einer unehelichen Verbindung mit dem amerikanischen Spekulanten Gilbert Imlay, alleine auf.
Ein Jahr nach Mary Wollstonecrafts Tod publizierte William Godwin seine Memoirs of the Author of A Vindication of the Rights of Woman (1798), die er als Tribut an seine verstorbene Frau verstand. In seinem Bemühen, sie als freie, selbständige und unkonventionelle Frau zu schildern, nannte er in dem Buch offenherzig zahlreiche Details aus ihrem Leben. Nicht nur ihre obsessive Leidenschaft für den verheirateten Maler Johann Heinrich Füssli war darin beschrieben, sondern auch, dass Fanny Imlay ein außereheliches Kind war, dass Mary Wollstonecraft zweimal versuchte, sich das Leben zu nehmen, dass sie mit Mary Godwin schwanger war, bevor sie William Godwin heiratete, und dass sie noch auf dem Totenbett jeglichen religiösen Beistand ablehnte. Die Publikation dieser Erinnerungen sorgte bei ihrem Erscheinen für großes Aufsehen und schädigte für Generationen den Ruf von Mary Wollstonecraft. Mary Godwin las die Werke ihrer Mutter sowie diese aufsehenerregenden Memoirs. Beide Mädchen verehrten ihre Mutter; Mary Godwin berief sich später auf deren unkonventionellen Lebensweg, als sie gegen den Willen ihres Vaters eine Liaison mit Percy B. Shelley einging.
Nach den Briefen von William Godwin und der Haushälterin Louisa Jones zu urteilen, war die frühe Kindheit von Mary Godwin glücklich. William Godwin war jedoch häufig hoch verschuldet. Außerdem hatte er das Gefühl, dass er die Mädchen nicht alleine großziehen könnte, und suchte nach einer zweiten Ehefrau. Am 21. Dezember 1801 heiratete er Mary Jane Clairmont, die in der Nachbarschaft lebte und von ihm schwanger war. Sie hatte unter ihren Nachbarn den Anschein erweckt, sie sei Witwe. Die beiden Kinder, die sie mit in die Ehe brachte, waren jedoch außerehelich geboren und stammten von zwei verschiedenen Vätern. William Godwin war zumindest ersteres zum Zeitpunkt der Eheschließung bekannt. Die neuen Stiefgeschwister von Fanny Imlay und Mary Godwin waren die dreijährige Claire und der sechsjährige Charles Clairmont. Während William Godwin seiner zweiten Ehefrau bis ans Ende seines Lebens sehr zugetan war, lehnte Mary Godwin ihre Stiefmutter in den kommenden Jahren mit zunehmender Heftigkeit ab.

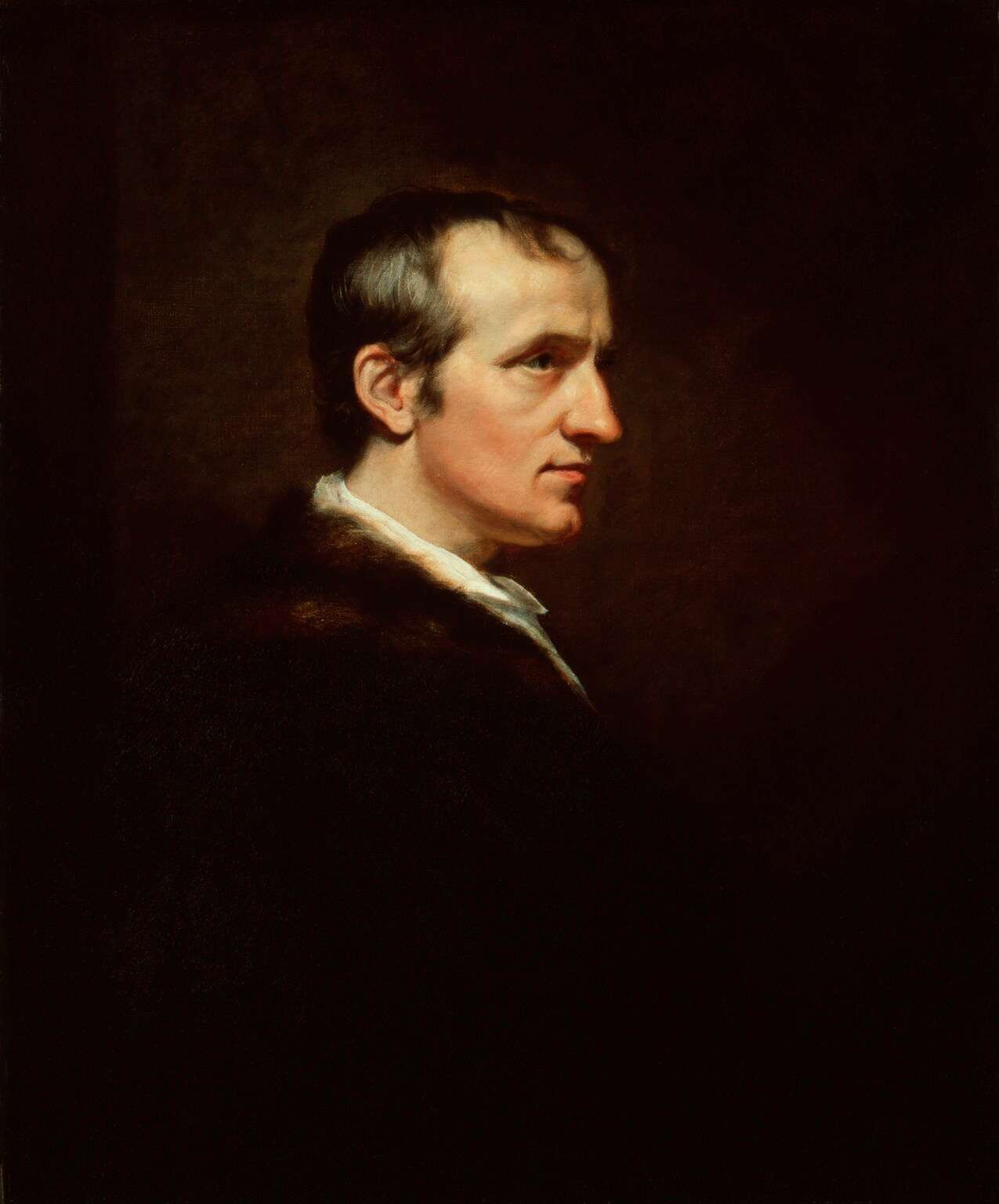
William Godwin, 1802, Gemälde von James Northcote, National Portrait Gallery, London

Gemeinsam mit seiner Frau gründete William Godwin 1805 eine Verlagsbuchhandlung, für die er auch selber Kinderbücher schrieb. 1807 zog die Familie in die Nähe von Clerkenwell, dem Stadtteil, in dem traditionell die Londoner Buchhändler angesiedelt waren. Die Godwin-Familie hatte ihre neue Wohnung oberhalb des Ladens, in dem sie ihre Bücher, Schreibpapier, Karten und Spiele anbot. Meist war es Mrs. Godwin sowie später Fanny Imlay und Mary Godwin, die im Laden arbeiteten. William Godwins kleines Unternehmen war anfänglich durchaus profitabel, ein kommerzieller Erfolg blieb mittelfristig jedoch aus. William Godwin borgte weit mehr Geld von wohlhabenden Bekannten wie dem Verleger Joseph Johnson und Verehrern wie Francis Place, als die Familie zurückzahlen konnte.
Obwohl Mary Godwin wenig formale Bildung erhielt, wurde sie von ihrem Vater in einem umfangreichen Themenspektrum unterrichtet. William Godwin gab zwar zu, dass er die Mädchen nicht nach den Prinzipien erzog, die Mary Wollstonecraft in ihrer Verteidigung der Rechte der Frau gefordert hatte, aber Mary Godwin genoss dennoch eine für ein Mädchen dieser Zeit ungewöhnliche und fortschrittliche Erziehung. Alle Kinder hatten Zugang zu William Godwins umfangreicher Bibliothek und sie hatten Umgang mit den zahlreichen Intellektuellen, Dichtern, Journalisten, Philosophen, Politikern und Literaten, die William Godwin aufsuchten. Miranda Seymour schreibt in ihrer Biografie über Mary Shelley, dass „…alles, was wir über die frühen Jahre seiner Töchter wissen, nahelegt, dass sie in einer Weise erzogen wurden, der ihre Mutter zugestimmt hätte.“
Die Mädchen hatten eine Gouvernante, einen Tutor, eine Französisch sprechende Stiefmutter und einen (Stief-)Vater, der Kinderbücher schrieb und gewöhnlich die ersten Entwürfe seinem eigenen Nachwuchs als Erstes vorlas. Von den Kindern wurde erwartet, Gedichte zu verfassen oder Geschichten zu schreiben. Claire Clairmont klagte Jahre später über dieses intellektuell fordernde Umfeld: „Wenn du in unserer Familie nicht ein episches Gedicht oder einen Roman schreiben kannst, der durch seine Originalität alle anderen Romane in den Schatten stellt, bist du eine verächtliche Kreatur, die es nicht wert ist, anerkannt zu werden.“ 1811 besuchte Mary Godwin für kurze Zeit ein Mädchenpensionat in Ramsgate. Die Fünfzehnjährige wurde von ihrem Vater als ungewöhnlich kühn, ein wenig herrschsüchtig und von wachem Verstand beschrieben.
Ab Juni 1812 lebte Mary Godwin für einige Monate in der Nähe von Dundee bei der Familie von William Baxter, die zu den sogenannten Dissentern gehörten. Der Anlass für die Reise ist unsicher. Mary Godwins angeschlagene Gesundheit kann ebenso der Grund dafür gewesen sein wie William Godwins Wunsch, dass seine Tochter in Kontakt mit Anhängern einer radikalen Politik kommt. Mary Godwin genoss den Aufenthalt bei der Baxter-Familie, zu der unter anderem vier Töchter gehörten. Im Sommer 1813 reiste sie erneut nach Schottland, um dort weitere 10 Monate zu verbringen. Im Vorwort zu der 1831 erschienenen Auflage von Frankenstein hat Mary Godwin die Zeit dort als für sie prägend beschrieben: Erst in der weiten, offenen Landschaft habe sich ihre Phantasie entwickeln können.

### Percy Bysshe Shelley

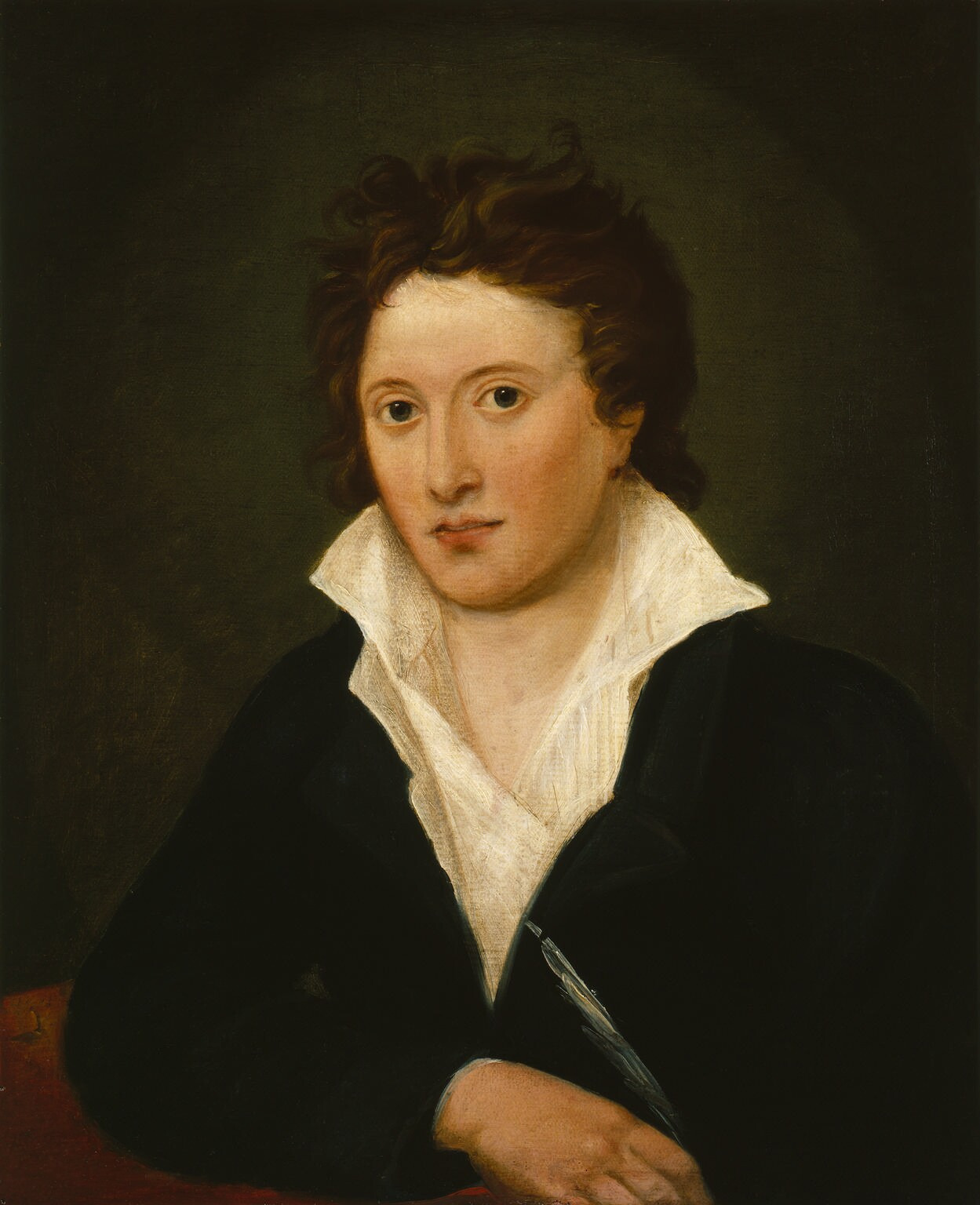
Percy Bysshe Shelley, Porträt von Amelia Curran, 1819, National Portrait Gallery, London

Ab 1814 verband Mary Godwin eine Liebesbeziehung mit dem englischen Dichter Percy Bysshe Shelley. Percy Shelley war ein Bewunderer von William Godwins Hauptwerk An Enquiry Concerning Political Justice. Allerdings hatte er sich nur mit der ersten Fassung aus dem Jahre 1793 auseinandergesetzt, in der William Godwin die Französische Revolution feierte, die Ehe ablehnte und sich für freie Liebe auf Basis gleicher Rechte einsetzte. In späteren Auflagen hatte William Godwin seine Ansichten deutlich gemäßigt. Unverändert blieb lediglich sein Standpunkt, dass große Denker und Künstler ein Anrecht auf die Unterstützung von wohlhabenden Förderern hätten.
Am 3. Januar 1812 schrieb Percy Shelley das erste Mal an William Godwin. Dieser, der Verehrerbriefe von jungen, enthusiastischen Männern gewöhnt war, antwortete zunächst zurückhaltend. Erst als ihm bewusst wurde, dass er möglicherweise in dem Baronet-Erben Shelley einen wohlhabenden Gönner finden würde, wurde der Briefverkehr intensiver. Percy Shelley sagte William Godwin schließlich eine lebenslange finanzielle Förderung zu, obwohl Shelleys eigene finanzielle Lage angespannt war. Sein Vater, der angesehene Friedensrichter Sir Timothy Shelley, behandelte seinen Sohn zwar verständnisvoller, als Shelley dies in den Briefen an William Godwin schilderte. Er zahlte ihm jedoch keinen beziehungsweise nur wenig Unterhalt. Stattdessen besorgte sich Percy Shelley Geld, indem er Schuldscheine auf sein zukünftiges Erbe ausstellte.
Es ist möglich, dass Mary Godwin und Percy Shelley sich bereits 1813 begegneten. Eindeutig belegt ist eine Begegnung für den 5. Mai 1814. Shelleys Freund Thomas Jefferson Hogg hat in seinen Aufzeichnungen festgehalten, wie fasziniert Percy Shelley davon war, dass Mary Godwin die Tochter von William Godwin und Mary Wollstonecraft war. Großes Interesse hatte er zuvor Fanny Imlay, Mary Wollstonecrafts ältester Tochter, entgegengebracht. Ihre aufmerksame Stiefmutter sandte Fanny Imlay jedoch auf einen längeren Urlaub nach Wales und entzog sie so dem Einfluss von Percy Shelley. Stattdessen entwickelte sich zwischen der 16-jährigen Mary Godwin und Percy Shelley eine Liebesbeziehung.
Am 26. Juni erklärten sich die beiden am Grab von Mary Wollstonecraft gegenseitig ihre Liebe. Der nach wie vor mit Harriet Westbrook verheiratete Percy Shelley informierte William Godwin bald über die Liebesbeziehung, weil er meinte, bei dem Verfasser von An Enquiry Concerning Political Justice dafür Verständnis zu finden. Von den 2.500 Pfund Sterling, die Percy Shelley gegen ein Rückzahlungsversprechen von 8.000 Pfund aufgenommen und in voller Höhe dem hoch verschuldeten William Godwin zugesichert hatte, sollte dieser lediglich 1.200 Pfund Sterling erhalten. Das übrige Geld sollte der Finanzierung einer gemeinsamen Europareise von Mary Godwin und Percy Shelley dienen. William Godwin fühlte sich doppelt betrogen: Er meinte nicht nur einen Anspruch auf den vollen Betrag zu haben, sondern sah auch seine Gastfreundschaft von einer Person missbraucht, die seine längst revidierten politischen Theorien zur Rechtfertigung hedonistisch motivierter Handlungen umdeutete.
Der vom Schuldgefängnis bedrohte William Godwin verhandelte mit Percy Shelley zwar weiter, um den zugesicherten Geldbetrag in voller Höhe zu erhalten. Wie aus einem Brief an einen Freund hervorgeht, war William Godwin gleichzeitig davon überzeugt, weitere Treffen zwischen Shelley und Mary Godwin unterbunden zu haben, indem er Shelley ins Gewissen redete. Mary Godwin, die ihre Verehrung für ihren Vater später als „romantisch und exzessiv“ bezeichnete, fand das Verhalten ihres Vaters widersprüchlich. Sie sah in Percy Shelley die Verkörperung der liberalen Ideen, die ihre Eltern in den 1790er Jahren vertreten hatten. Ohne sein Wissen stand sie nach wie vor in Briefkontakt mit Percy Shelley. Als Zuträgerin diente zuerst Claire Clairmont, später ein Buchhändler. Am 28. Juli 1814 brach das Paar gemeinsam mit Claire Clairmont heimlich nach Frankreich auf.

### Erste Reise in die Schweiz und die Rückkehr nach England
Das Trio reiste zunächst nach Paris. Percy Shelley hatte damit gerechnet, dass ihn dort eine Geldanweisung seines Verlegers Thomas Hookham erwarten würde. Dieser hatte ihm jedoch nur einen Brief geschrieben, in dem er ihn für sein unverantwortliches Verhalten tadelte. Damit die 60 Pfund, die das Trio noch hatte, bis zu ihrem Reiseziel Schweiz reichen würden, reisten sie zu Fuß weiter. Ein Esel und später ein Maultier trugen ihr Gepäck. „Es war wie in einem Roman, wie eine gelebte Romanze“, erinnerte sich Mary Shelley im Jahre 1826 an ihre Reise durch das kriegsgezeichnete Frankreich. Unterwegs lasen sie einander Mary Wollstonecrafts Schriften vor und führten gemeinsam Tagebuch. In Luzern zwang sie schließlich Geldmangel, ihre Reise abzubrechen. Am 13. September 1814 trafen sie wieder in England ein.
Die Situation, die Mary Godwin in England erwartete, war komplizierter, als sie vorausahnen konnte. Sie war schwanger, das Paar verfügte über keinerlei finanzielle Mittel und zu Mary Godwins Überraschung lehnte ihr Vater es ab, sie zu treffen. In London kursierte das Gerücht, William Godwin habe seine Töchter für ein paar hundert Pfund an Percy Shelley verkauft. Dies ist ein möglicher Grund, warum William Godwin bis zur Heirat von Percy Shelley und Mary Godwin hartnäckig Distanz zu dem Paar hielt.

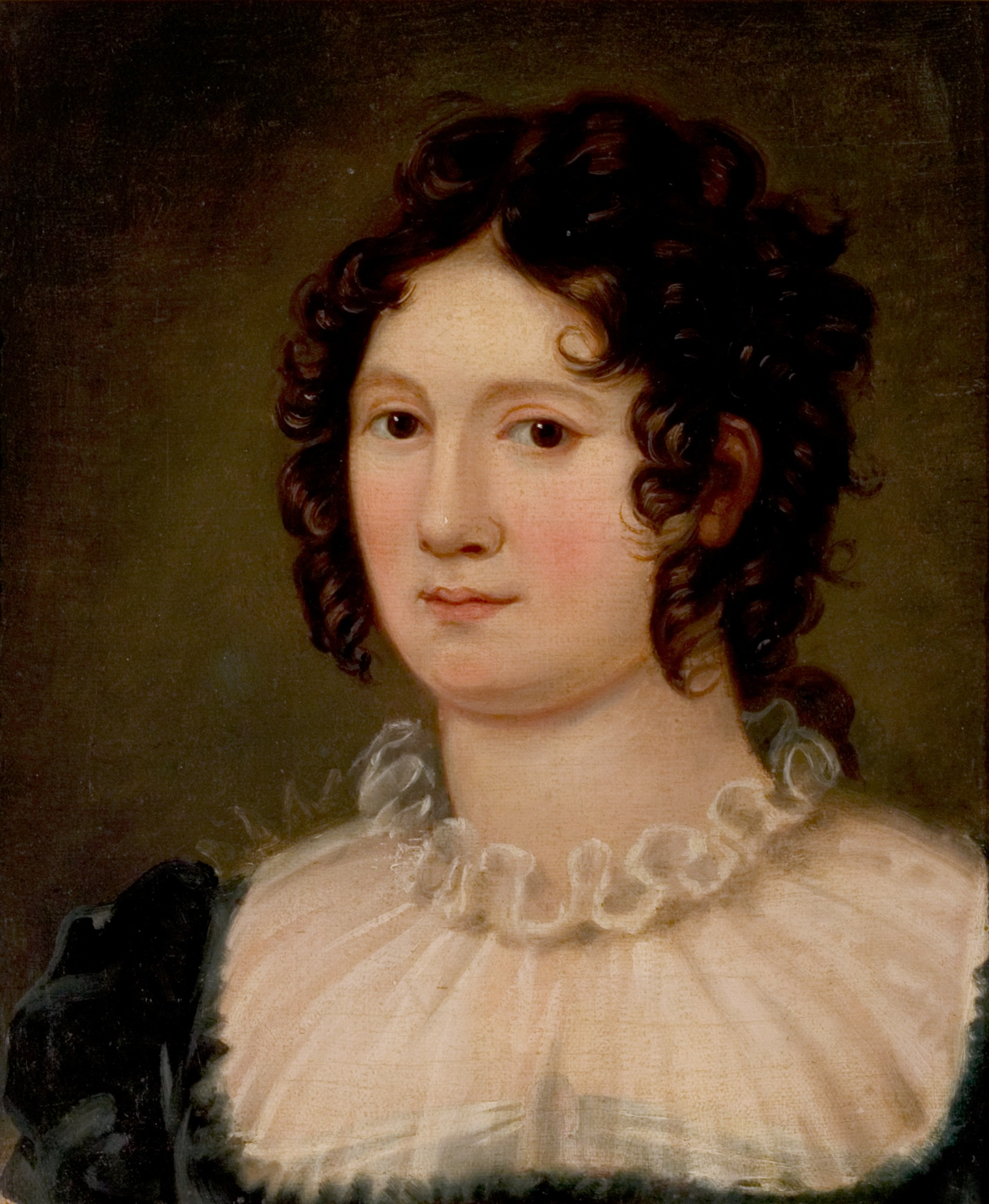
Claire Clairmont, Stiefschwester von Mary Godwin, Gemälde von Amelia Curran, 1819, Newstead Abbey

Gemeinsam mit Claire Clairmont ließ sich das Paar in einer Mietwohnung in London nieder. Percy Shelley musste bis zum 9. November für Wochen der Wohnung fernbleiben, weil ihm wegen unbezahlter Rechnungen eine Verhaftung durch den Gerichtsvollzieher drohte. Erst dann hatte er ausreichend Geld aufgetrieben, um seine Gläubiger zu befriedigen. Bis dahin traf Mary Shelley ihren Liebhaber nur gelegentlich in Hotels, Kirchen oder Kaffeehäusern. Zwei Jahrzehnte später verarbeitete sie diese heimlichen Zusammenkünfte im Roman Lodore. Mary Shelley litt unter starken Schwangerschaftsbeschwerden und unter der komplizierten Beziehung zu Percy B. Shelley. In ihrem Tagebuch vom 6. Dezember 1814 schrieb sie:

“Very Unwell. Shelley & Clary walk out, as usual, to heaps of places…A letter from Hookham to say that Harriet has been brought to bed of a son and heir. Shelley writes a number of circular letters on this event, which ought to be ushered in with ringing of bells, etc., for it is the son of his wife.”

„Sehr unwohl. Shelley und Clary [Claire Clairmont] gehen wie gewöhnlich aus und suchen alle möglichen Lokalitäten auf. (…) Harriet [Shelleys Ehefrau] [ist] von einem Sohn und Erben entbunden worden (…). Shelley schreibt eine Reihe von Briefen über dieses Ereignis, das mit Glockengeläut angekündigt werden sollte, denn es handelt sich ja um den Sohn seiner Ehefrau.“

Thomas Jefferson Hogg, den sie zu Beginn ihrer Bekanntschaft nur wenig mochte, wurde für sie zunehmend zu einem engen Freund. Percy Shelley, der sich nach wie vor dem Ideal der freien Liebe verpflichtet fühlte, hätte es vermutlich gerne gesehen, wenn die zwei eine engere Beziehung eingegangen wären. Mary Godwin lehnte dies nicht rundheraus ab, weil sie prinzipiell ebenfalls an die freie Liebe glaubte. Tatsächlich scheint ihre Beziehung zu Hogg aber nicht über einen Flirt hinausgegangen zu sein. Emily Sunstein, eine der Biografinnen von Mary Godwin und Percy B. Shelley, zählt zu den wenigen, die es für möglich halten, dass es 1815 zu einer kurzen Liebesaffäre zwischen den beiden kam.
Am 22. Februar 1815 gebar Mary Godwin eine Tochter, die zwei Monate zu früh auf die Welt kam. Sie starb wenige Tage später. Der Tod ihrer Tochter löste bei Mary Godwin eine depressive Phase aus, in der sie immer wieder davon träumte, die kleine Clara würde wieder lebendig. Erst im Sommer ging es ihr besser, und wenig später war sie erneut schwanger. Die finanzielle Situation des Paares verbesserte sich, nachdem Percy Shelley aus dem Erbe seines am 5. Januar 1815 verstorbenen Großvaters eine Leibrente von jährlich 1.000 Pfund Sterling sowie einen Betrag erhielt, mit dem er seine Schulden begleichen sollte. Das Paar machte zunächst Urlaub in Torquay und mietete sich später ein kleines Cottage am Stadtrand von London. Am 24. Januar 1816 brachte Mary Godwin einen Sohn zur Welt. Er wurde nach seinem Großvater William genannt und von seinen Eltern zärtlich „Willmouse“ gerufen.

### Genfersee und Frankenstein
Im Mai 1816 reisten Mary Godwin und Percy Shelley gemeinsam mit ihrem kleinen Sohn und Claire Clairmont erneut in die Schweiz, um den Sommer am Genfersee zu verbringen. Das Reiseziel war von Claire Clairmont vorgeschlagen worden, die hoffte, dort Lord Byron wieder zu treffen. Die beiden hatten in London eine kurze Liebesaffäre gehabt und Claire Clairmont war von dem berühmt-berüchtigten Dichter schwanger.
Der von seinem Leibarzt John Polidori begleitete Lord Byron war zwar überrascht, am Genfersee auf Claire Clairmont zu treffen, freundete sich aber rasch mit Percy Shelley an. Dieser hatte das kleine „Maison Chapuis“ (gelegentlich auch „Chappuis“ geschrieben) in Cologny gemietet. Lord Byron bezog wenige Tage später die große und elegante Villa Diodati in der Nachbarschaft. Während sich ein Schweizer Kindermädchen um den kleinen William kümmerte, verbrachten die fünf Erwachsenen einen großen Teil ihrer Zeit mit gemeinsamem Lesen, Schreiben und mit Bootsausflügen. Ihre wechselseitigen Besuche blieben der englischen Öffentlichkeit nicht verborgen. Der Genfersee war ein beliebtes Reiseziel vermögender Engländer, die auch wegen des berühmten Lord Byron dorthin reisten. Die fünf Personen wurden von neugierigen Sommergästen sogar mit Teleskopen beobachtet. Der englischen Presse war der Sommeraufenthalt der fünf willkommener Anlass, sich erneut über den gotteslästerlichen William Godwin und seine unmoralisch lebenden Töchter zu äußern.

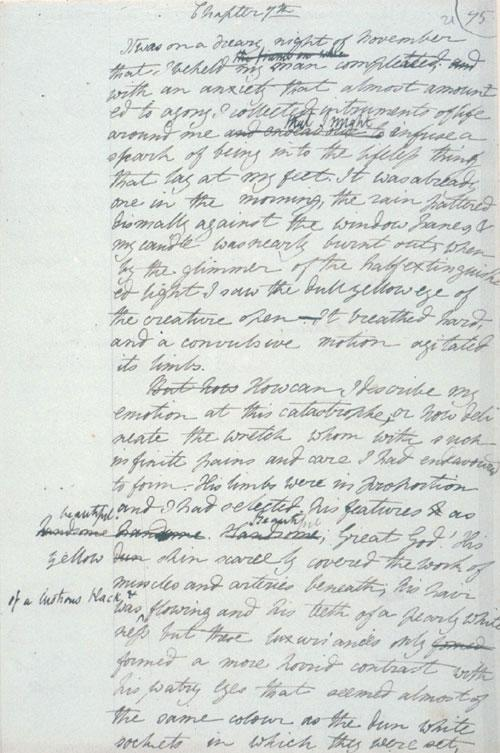
Manuskriptseite von Frankenstein 1816, Bodleian Library, Oxford

Mary Shelley erinnerte sich fünfzehn Jahre später in einem Vorwort zu Frankenstein, dass der Sommer am Genfersee nass, stürmisch und gewitterreich war. 1816 ist in die Klimageschichte als Jahr ohne Sommer eingegangen: Die Auswirkungen des Vulkanausbruchs des Tambora in Indonesien führten in England und Westeuropa zu einem Sommer, der ungewöhnlich kalt und niederschlagsreich war. Nicht enden wollender Regen zwang die Gruppe, für Tage im Haus zu bleiben.
Um sich die Zeit zu vertreiben, unterhielten sich die fünf über den Naturphilosophen und Dichter Erasmus Darwin, der angeblich in Experimenten tote Materie belebt hatte, über Galvanismus und über die Möglichkeit, künstliches Leben zu erschaffen. Vor dem Kaminfeuer in Byrons Villa lasen sie sich nachts Schauergeschichten vor. Byron schlug schließlich vor, dass jeder eine eigene Schauergeschichte zur Unterhaltung beisteuern solle. Die Gruppe griff damit ein aufkommendes literarisches Genre auf, den Schauerroman (gothic novel).
Mary Godwin behauptete in ihrem Vorwort zu Frankenstein von 1831, ihr sei anders als den übrigen über Tage nichts eingefallen, bis sie schließlich einen Wachtraum gehabt habe:

„(…) ich sah den bleichen Schüler unheiliger Künste neben dem Ding knien, das er zusammengesetzt hatte. Ich sah das bösartige Phantom eines hingestreckten Mannes und dann, wie sich durch das Werk einer mächtigen Maschine Lebenszeichen zeigten und er sich mit schwerfälligen, halblebendigen Bewegungen rührte (…). Sein Erfolg würde dem Künstler Angst einjagen; er würde voll Grauen vor dem abscheulichen Werk fliehen. Er würde hoffen, dass der schwache Lebensfunke, den er übertragen hatte, verblassen würde, wenn er ihn sich selbst überließe (…) und er könnte in dem Glauben schlafen, dass die Stille des Grabes die flüchtige Existenz dieses bösartigen Leichnams, den er als Quelle des Lebens betrachtet hatte, für immer ersticken würde. Er schläft; doch er wird geweckt; er öffnet die Augen; sieht das grässliche Ding an der Seite seines Bettes stehen, die Vorhänge öffnen und ihn mit gelben, wässrigen, doch forschenden Augen anstarren.“

Mary Godwins Biografin Miranda Seymour äußert Skepsis an dieser Version der Entstehungsgeschichte des Romans Frankenstein. Mary Godwin schrieb dies zu einem Zeitpunkt nieder, als sie sicher sein konnte, dass niemand ihr widersprechen werde, sie sich gleichzeitig aber bewusst war, dass eine gute Geschichte helfen werde, das Buch zu verkaufen. John Polidoris detailliertes Tagebuch berichtet dagegen, dass bis auf ihn jeder sofort an einer Erzählung zu arbeiten begann. Nach Ansicht von Miranda Seymour ist es möglich, dass Mary Godwin ihre Version der Entstehungsgeschichte bei Samuel Taylor Coleridge entlehnte, der 1816 in ähnlicher Weise die Entstehung seiner Ballade Christabel beschrieben hatte. Mary Godwins Tagebuch aus dieser Zeit ist verloren gegangen; das erhalten gebliebene beginnt am 22. Juli 1816. In diesem hält Mary Godwin mit der kurzen Notiz write und write my story fest, dass sie an einer Geschichte arbeitete.
Am 29. August reisten Percy Shelley, Mary Godwin und Claire Clairmont gemeinsam mit dem kleinen William und seinem Schweizer Kindermädchen wieder zurück nach London. Zuvor hatte Percy Shelley Vereinbarungen mit Lord Byron getroffen, was mit dem Kind geschehen solle, welches Claire Clairmont von ihm erwartete. Im Gepäck hatten sie zahlreiche Manuskripte, die im Laufe dieses Sommers entstanden waren.

### Heirat mit Percy B. Shelley
Nach ihrer Rückkehr nach England ließen sich Mary Godwin und Percy Shelley in Bath nieder. Claire Clairmont bezog eine Wohnung in ihrer Nähe. Die Wahl war auf das abseits gelegene Bath gefallen, weil die drei hofften, dort Clairmonts Schwangerschaft geheim halten zu können. Die Schwangerschaft wurde sogar Fanny Imlay verheimlicht, die in verzweifelten Briefen an Mary Godwin über ihr Leben bei ihrer Stieffamilie klagte. Vermutlich wegen Claire Clairmonts Schwangerschaft sahen Percy Shelley und Mary Godwin davon ab, Fanny Imlay bei sich aufzunehmen. Am 9. Oktober nahm sich Fanny Imlay das Leben. Da es ihr Wunsch war und um einen weiteren Skandal um die Familie zu vermeiden, da der Suizid bis 1961 geächtet und illegal war, beanspruchte niemand den Leichnam, so dass Fanny Imlay wahrscheinlich anonym in einem Armengrab bestattet wurde.
Es war nicht der einzige Suizid im Umfeld von Mary Godwin und Percy Shelley. Zwei Monate später, am 10. Dezember, wurde der Leichnam von Percy Shelleys Ehefrau Harriet gefunden, die sich hochschwanger im Serpentine Lake des Londoner Hyde Parks ertränkt hatte.

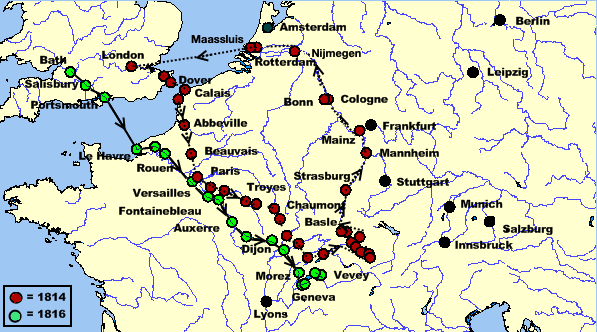
Reiseroute der ersten und zweiten Europareise von Mary Godwin und Percy Shelley

Percy Shelleys Versuch, nach dem Tod seiner Frau das Sorgerecht für die gemeinsamen Kinder zu erhalten, traf auf den Widerstand von Harriet Shelleys Familie. Sein Anwalt machte ihm klar, dass ein Ende seiner unorthodoxen Lebensweise seine Erfolgsaussichten vor Gericht verbessern werde. Am 30. Dezember 1816 heirateten die erneut schwangere Mary Godwin und Percy Shelley in der St Mildred’s Church in London. William Godwin und seine Frau waren anwesend. Trotz der Heirat befand das Gericht im März 1817, dass Percy Shelley moralisch ungeeignet sei, seine Kinder aufzuziehen. Sie wurden einer Pfarrersfamilie anvertraut.
Am 2. September brachte Mary Shelley ihr drittes Kind zur Welt, das sie wie die erste, früh verstorbene Tochter Clara nannte. Im November 1817 erschien die Reiseerzählung History of a Six Weeks’ Tour, die Mary Godwin auf Basis der überarbeiteten Briefe und Tagebucheinträge ihrer beiden Reisen in die Schweiz geschrieben hatte. Am 1. Januar 1818 folgte die Veröffentlichung von Frankenstein. Das Buch erschien ohne Angabe eines Verfassers, aber mit einem Vorwort von Percy Shelley, und war William Godwin gewidmet. Kritiker und Leser schlossen daraus, dass Percy Shelley der Verfasser war. Obwohl Sir Walter Scott den Roman in seiner Besprechung lobte, war er zunächst kein Verkaufserfolg.
Angst vor dem Schuldgefängnis und Furcht davor, dass ihnen das Sorgerecht für ihre Kinder entzogen werden könnte, trugen dazu bei, dass Mary und Percy B. Shelley am 12. März 1818 erneut England verließen. Mit ihnen reisten neben dem Schweizer Kindermädchen und den Kindern William und Clara auch Claire Clairmont und ihre am 13. Januar geborene Tochter Allegra. Sie hatten nicht die Absicht, je nach England zurückzukehren.

### Italien
Die Gruppe reiste zunächst nach Venedig, um Allegra dort ihrem Vater, Lord Byron, zu übergeben. Dieser hatte zugestimmt, Allegra aufzuziehen. Die Shelley-Familie fühlte sich zwar in Italien wohl, blieb aber an keinem Ort für längere Zeit. Sie lebten für jeweils kurze Zeit in Livorno, Florenz, Este, Neapel, Rom, Pisa, Bagni di Pisa und San Terenzo. Überall gelang es ihnen, einen Freundeskreis um sich zu scharen, von denen einzelne sie eine Zeitlang begleiteten. Der Aufenthalt in Italien wurde für Mary Shelley jedoch durch den Tod ihrer beiden Kinder überschattet. Clara starb im September 1818 in Venedig, der knapp dreieinhalbjährige William im Juni 1819 in Rom. Der Tod ihrer Kinder stürzte sie in eine schwere Depression, die sie von Percy Shelley entfremdete. Er schrieb in sein Tagebuch:

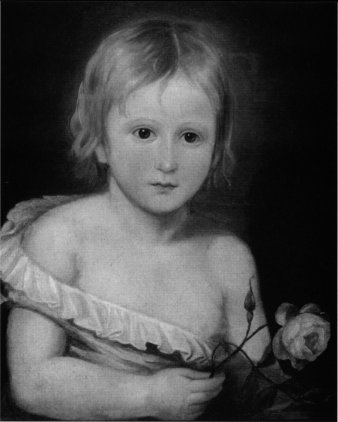
William Shelley, Porträt von Amelia Curran, 1819

My dearest Mary, wherefore hast thou gone,
And left me in this dreary world alone?
Thy form is here indeed—a lovely one—
But thou art fled, gone down a dreary road
That leads to Sorrow’s most obscure abode.
For thine own sake I cannot follow thee
Do thou return for mine.
Eine Zeitlang fand Mary Shelley nur im Schreiben Trost. Erst die Geburt ihres vierten Kindes, Percy Florence, am 12. November 1819 half ihr, sich aus ihrer Depression wieder zu lösen. Trotz der großen persönlichen Verluste, die Mary Shelley in Italien erlebte, wurde es für sie zu einem Land, das „die Erinnerung als Paradies malte“. Sowohl für Mary Shelley als auch für ihren Ehemann waren die Jahre, die sie in Italien verbrachten, eine Zeit intensiver intellektueller Auseinandersetzungen und kreativen Schaffens. Während Percy Shelley in dieser Zeit eine Reihe seiner wichtigsten Gedichte schrieb, verfasste Mary Shelley die Novelle  Matilda, den historischen Roman Valperga und die Theaterstücke Proserpine und Midas. Die Tantiemen für Valperga sollten dazu dienen, ihren Vater finanziell zu unterstützen, da Percy Shelley sich mittlerweile weigerte, ihm finanziell behilflich zu sein.
Mary Shelley musste jedoch auch lernen, mit Percy Shelleys Interesse an anderen Frauen umzugehen. Da Mary Shelley die Überzeugung ihres Mannes teilte, eine Ehe sei kein exklusiver, lebenslanger Vertrag, nahm sie das hin und ging enge Freundschaften mit Männern und Frauen ihres Umfeldes ein. Zu ihren Freunden zählte der griechische Freiheitskämpfer Prinz Alexandros Mavrokordatos sowie Jane und Edward Ellerker Williams.
Im Dezember 1818 reisten die Shelleys gemeinsam mit Claire Clairmont und ihrer Dienerschaft nach Neapel, wo sie drei Monate blieben. Sie fanden dort heraus, dass zwei frühere Dienstboten, das Ehepaar Paolo und Elise Foggi, Freunde der Shelleys informiert hatten, dass Percy Shelley am 27. Februar 1819 ein zwei Monate altes Mädchen bei einer italienischen Behörde als Kind von Mary Shelley registriert hatte. Das Ehepaar Foggi behauptete, dass es sich dabei um ein Kind von Claire Clairmont handle. Die Abstammung des Mädchens gehört bis heute zu den ungeklärten Punkten im Leben der Shelleys. Möglich ist, dass Percy Shelley in der für ihn typischen Spontaneität ein italienisches Mädchen adoptierte, um Mary Shelley über den Verlust der kleinen Clara hinwegzutrösten. Es ist auch nicht ausgeschlossen, dass es sich um eine Tochter von Percy Shelley handelte. Bei der Mutter könnte es sich um eine Zufallsbekanntschaft von Percy Shelley gehandelt haben, aber auch Elise Foggi oder Claire Clairmont wären als Mutter denkbar. Mary Shelley betonte jedoch immer, dass sie es gemerkt hätte, wenn Claire Clairmont schwanger gewesen wäre. Möglich ist auch, dass Percy Shelley einem unehelichen Kind Lord Byrons eine Herkunft geben wollte. Die kleine Elena Adelaide Shelley, um die sich in Neapel unbekannt gebliebene Personen kümmerten, während die Shelleys in Rom lebten, starb am 9. Juni 1820.

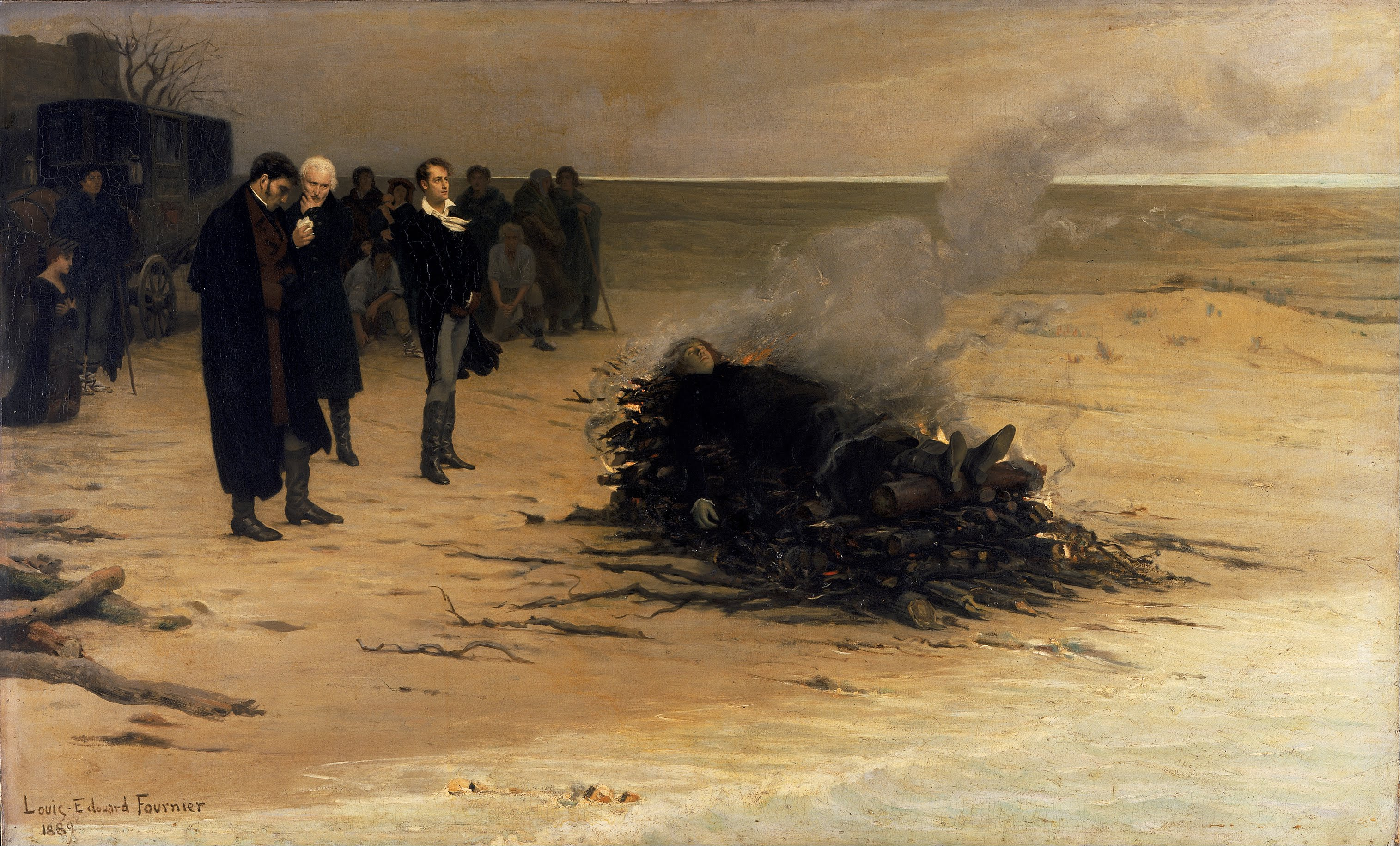
Die Einäscherung von Percy Shelley, Gemälde von Louis Édouard Fournier, 1889, Walker Art Gallery, Liverpool

Im Sommer 1822 bezog die erneut schwangere Mary Shelley gemeinsam mit ihrem Ehemann, Claire Clairmont sowie Edward und Jane Williams die Villa Magni an der Küste in der Nähe von San Terenzo. Kurz nach dem Einzug musste Percy Shelley Claire Clairmont darüber informieren, dass ihre Tochter Allegra an Typhus gestorben war. Am 16. Juni erlitt Mary Shelley eine Fehlgeburt und verlor so viel Blut dabei, dass sie in Lebensgefahr war. Vermutlich rettete Percy Shelley seiner Frau das Leben, indem er sie in ein Eisbad setzte, um die Blutungen zu stoppen. Die Beziehung zwischen den beiden Ehepartnern war allerdings nicht mehr so harmonisch wie zuvor. Percy Shelley verbrachte mehr Zeit mit Jane Williams als mit seiner depressiven und kränklichen Frau. Die meisten der kurzen Gedichte, die Percy Shelley in San Terenzo schrieb, richteten sich an Jane Williams.
Percy Shelley und Edward Williams erwarben gemeinsam ein Segelboot, mit dem sie mit Captain Daniel Roberts die Küste hinab nach Livorno segelten. Percy Shelley traf sich dort mit Lord Byron und dem Verleger Leigh Hunt, um die Publikation eines neuen, politisch-literarischen, liberalen Magazins mit dem Titel The Liberal zu diskutieren. Am 8. Juli segelte er mit Edward Williams und dem 18-jährigen Charles Vivian als Bootsjungen wieder zurück nach San Terenzo. Sie kamen dort niemals an. Stattdessen erreichte Mary Shelley ein Brief von Leigh Hunt, in dem er Percy Shelley um Auskunft bat, wie die Rückreise gewesen war. Mary Shelley und Jane Williams brachen sofort nach Livorno und dann nach Pisa auf, in der Hoffnung, ihre Ehemänner noch lebend zu finden. Zehn Tage später wurden die Leichen der drei Segler an der Küste von Viareggio angespült. Edward Trelawney, Leigh Hunt und Lord Byron äscherten die Leiche von Shelley noch am Ufer ein.

### Rückkehr nach England und Leben als Schriftstellerin
Mary Shelley lebte das erste Jahr nach dem Tod ihres Mannes mit Leigh Hunt und seiner Familie in Genua. Sie hatte sich entschieden, von ihrer Schriftstellerei zu leben. Ihre finanzielle Situation war allerdings prekär. Am 23. Juli 1823 kehrte sie nach England zurück und lebte zunächst bei ihrem Vater und ihrer Stiefmutter, bis eine kleine Zahlung ihres Schwiegervaters es ihr erlaubte, eine eigene Wohnung zu mieten. Sir Timothy Shelley hatte angeboten, für die Erziehung seines Enkels Percy Florence Shelley aufzukommen. Er knüpfte dies aber an die Bedingung, dass sein Enkel bei einem Vormund leben sollte. Mary Shelley lehnte dieses Angebot ab. Schließlich gestand ihr Sir Timothy Shelley eine kleine Jahresrente zu. Diese war mit der Bedingung verknüpft, dass Mary Shelley keine Biografie ihres Mannes veröffentlichte und auch keine weiteren Gedichtbände mit seinen Arbeiten herausgab. Timothy Shelley wollte damit erreichen, dass in Vergessenheit geriet, für welch radikale Ideen sein Sohn eingetreten war. Den Gedichtband Posthumous Poems of P. B. Shelley, den Mary Shelley 1824 herausgab, kaufte Timothy weitgehend auf und ließ die Bücher vernichten. Bis an das Ende seines Lebens weigerte er sich, seine Schwiegertochter persönlich zu treffen. In allen Verhandlungen mit ihr ließ er sich durch Anwälte vertreten. Im Jahre 1825 starb Charles Shelley, der Sohn von Percy Shelley und seiner ersten Frau Harriet. Mary Shelleys Sohn wurde durch Charles Shelleys Tod zum Erben des Shelley-Besitzes. Sir Timothy erhöhte daraufhin die Jahresrente von £100 auf £250.
In den Jahren von 1824 bis 1826 arbeitete Mary Shelley vor allem an ihrem Roman The Last Man (erschienen 1826) und half mehreren Freunden, die Erinnerungen an Lord Byron und Percy Shelley verfassten. Dies war gleichzeitig der Anfang ihres Versuches, ihren Ehemann unsterblich zu machen. In dieser Zeit lernte sie auch den amerikanischen Schauspieler John Howard Payne und den amerikanischen Autor Washington Irving kennen. Payne verliebte sich in sie und bat 1826 um ihre Hand. Mary Shelley lehnte mit der Begründung ab, dass sie nach der Ehe mit einem Genie nur ein weiteres heiraten könne. Payne akzeptierte diese Ablehnung und versuchte ohne Erfolg, seinen Freund Washington Irving zu überreden, um ihre Hand anzuhalten. Mary Shelley wusste davon, aber es ist nicht klar, ob sie die Sache ernst nahm.
1827 war Mary Shelley daran beteiligt, ihrer Freundin Isabel Robinson und deren Geliebten Mary Diana Dods, die unter dem Namen David Lyndsay schrieb, in Frankreich ein Leben als Mann und Frau zu ermöglichen. Mit der Hilfe von John Howard Payne, der in die Details nicht eingeweiht war, gelang es Mary Shelley, für das Paar falsche Pässe zu erhalten. 1828 erkrankte sie an Pocken, als sie das Paar in Paris besuchte. Es brauchte Wochen, bis sie sich von der Krankheit erholte. Sie überstand sie ohne Narben, war aber anschließend sichtlich gealtert.

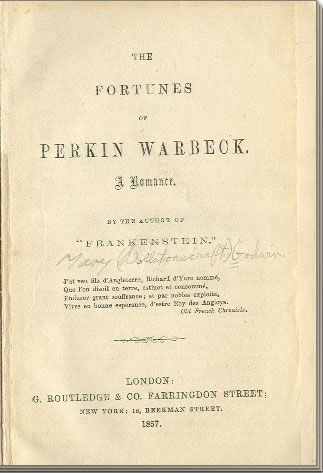
The Fortunes of Perkin Warbeck, Titelblatt der Auflage von 1857

In den Jahren 1827 bis 1840 war Mary Shelley als Autorin und Herausgeberin sehr aktiv. Sie verfasste die Romane Perkin Warbeck (erschienen 1830), Lodore (1835) und Falkner (1837). Sie schrieb fünf Bände für Lives of the Most Eminent Literary and Scientific Men, eine Enzyklopädie, die von Dionysius Lardner herausgegeben wurde. Sie verfasste außerdem Erzählungen für Frauenmagazine. Ihren Vater unterstützte sie finanziell und beide halfen einander, Verleger zu finden. 1830 verkaufte sie für £60 das Urheberrecht an einer neuen Frankenstein-Ausgabe an die Verleger Henry Colburn und Richard Bentley. 1836 starb ihr Vater im Alter von 80 Jahren. Wie er es sich in seinem Testament gewünscht hatte, begann Mary Shelley, seine Briefe für eine Ausgabe zu edieren. Nach zwei Jahren gab sie allerdings das Vorhaben auf.
Während dieser Zeit warb sie außerdem für das Werk ihres Mannes und zitierte seine Gedichte regelmäßig in ihren eigenen Arbeiten. Um 1837 waren Percy Bysshe Shelleys Arbeiten bekannt und wurden zunehmend bewundert. Im Sommer 1838 machte ihr Edward Moxon, der Herausgeber von Alfred Tennyson und Schwiegersohn von Charles Lamb, das Angebot, das gesammelte Werk von Percy Shelley herauszugeben. Mary Shelley erhielt für ihre Arbeit als Herausgeberin £500. Timothy Shelley gab seine Zustimmung, bestand aber nach wie vor darauf, dass keine Biografie Percy Shelleys veröffentlicht werden dürfe. Mary Shelley fand trotzdem einen Weg, die Leser mit der Lebensgeschichte Percy Shelleys bekannt zu machen: Sie fügte den Gedichten umfangreiche Erläuterungen mit biografischen Bezügen bei.
Mary Shelley scheint auch nach der Episode mit John Howard Payne keine neue Beziehung zu einem Mann gewünscht zu haben. 1828 lernte sie den französischen Schriftsteller Prosper Mérimée kennen und flirtete wohl auch mit ihm. Der einzige erhaltene Brief an ihn wird meist als behutsame Ablehnung seiner Liebeserklärung interpretiert. Sie freute sich, als ihr alter Freund Edward Trelawny von Italien nach England zurückkehrte, und beide scherzten in ihren Briefen aneinander über eine mögliche Ehe. Ihre Freundschaft kühlte ab, nachdem Mary Shelley es ablehnte, mit ihm an einer Biografie über Percy Shelley zu arbeiten. Trelawny reagierte außerdem sehr verärgert darüber, dass Mary Shelley die atheistischen Zeilen aus Percy Shelleys Gedicht Queen Mab strich. Einige Bemerkungen in den Tagebüchern aus der Zeit der frühen 1830er bis 1840er Jahre legen nahe, dass Mary Shelley sehr viel für den radikalen Politiker Aubrey William de Vere Beauclerk empfand. Die Empfindungen scheinen aber einseitig gewesen zu sein, da er in diesen Jahren zweimal heiratete, darunter Rosa Robinson, eine Freundin von Mary Shelley.
Im Mittelpunkt von Mary Shelleys Leben stand ihr Sohn Percy Florence. Entsprechend dem Wunsch seines Vaters besuchte er eine Privatschule. Um die Internatskosten zu sparen, zog Mary Shelley nach Harrow on the Hill, so dass Percy Florence die dortige Privatschule als Tagesschüler besuchen konnte. Er studierte anschließend am Trinity College in Cambridge Recht und Politik. Er besaß aber nicht die Begabung seiner Eltern. Mutter und Sohn hatten ein gutes Verhältnis miteinander. Nachdem Percy Florence 1841 die Universität verlassen hatte, wohnte er wieder bei Mary Shelley.

### Letzte Lebensjahre

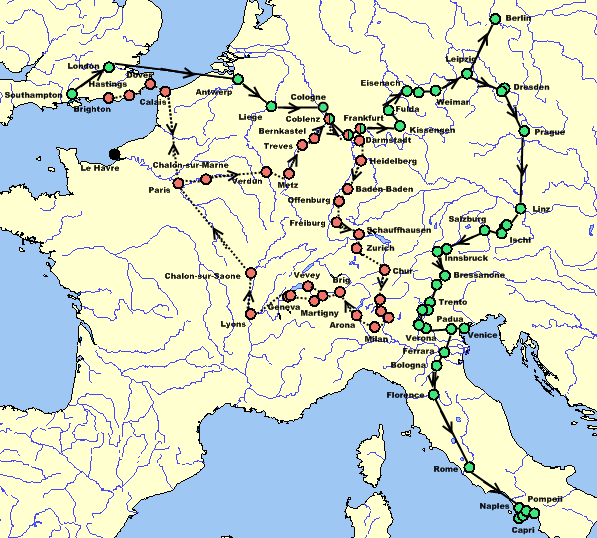
Die zwei Europareisen von Mary und Percy Florence Shelley 1840 sowie 1842/1843

In den Jahren 1840 sowie 1842 bis 1843 unternahmen Mutter und Sohn gemeinsam zwei Reisen auf den europäischen Kontinent, von denen Mary Shelley in Rambles in Germany and Italy in 1840, 1842 and 1843 (erschienen 1844) erzählt. 1844 starb Timothy Shelley im Alter von neunzig Jahren. Das Einkommen aus dem Familienbesitz war geringer, als es sich die Shelleys erhofft hatten. Trotzdem waren Mutter und Sohn erstmals finanziell unabhängig. Mitte der 1840er Jahre wurde Mary Shelley Opfer mehrerer Erpressungsversuche. 1845 drohte der Exil-Italiener Gatteschi, den Mary Shelley in Paris kennengelernt hatte, die Briefe zu veröffentlichen, die sie ihm geschickt hatte. Ein Freund ihres Sohnes bestach einen Polizeichef, der daraufhin alle Papiere Gatteschis beschlagnahmte und die darunter befindlichen Briefe vernichtete. Kurze Zeit später kaufte Mary Shelley einige von ihr und Percy Bysshe Shelley verfasste Briefe auf. Der Verkäufer war ein Mann, der sich G. Byron nannte und als unehelicher Sohn des verstorbenen Lord Byron ausgab. 1845 drohte Percy Shelleys Cousin Thomas Medwin mit der Veröffentlichung einer rufschädigenden Biografie über Percy Shelley. Gegen Zahlung von £250 wollte er auf eine Veröffentlichung verzichten. Mary Shelley lehnte eine Zahlung ab. Nach Ansicht des Literaturwissenschaftlers Bieri hatte Medwin behauptet, er wisse Details über die Vorkommnisse in Neapel. Bis heute ist Thomas Medwin die wesentliche Quelle, nach der ein in Neapel registriertes Kind eine uneheliche Tochter Shelleys mit einer unbekannt gebliebenen Frau sei.
1848 heirateten Percy Florence und Jane Gibson St. John. Die Ehe erwies sich als eine glückliche Verbindung. Mary Shelley entwickelte ein sehr enges Verhältnis zu ihrer Schwiegertochter und lebte mit ihrem Sohn und ihr auf dem Erbsitz der Shelleys in Field Place, Sussex.
Mary Shelleys letzte Lebensjahre waren von Krankheit gezeichnet. Ab 1839 litt sie unter Kopfschmerzen und partiellen Lähmungen, sodass sie häufig weder lesen noch schreiben konnte. Am 1. Februar 1851 starb sie im Alter von 53 Jahren in London, vermutlich an einem Hirntumor.
Mary Shelley hatte sich gewünscht, an der Seite ihrer Mutter und ihres Vaters begraben zu werden. Jane Shelley ließ die sterblichen Überreste von Mary Wollstonecraft und William Godwin vom Friedhof in St. Pancras nach St. Peter’s in Bournemouth überführen, was nahe dem Wohnort von Percy Florence und Jane Shelley in Boscombe lag. Mary Shelley wurde dann auf dem Friedhof von St. Peter’s entsprechend ihrem Wunsch zwischen ihren Eltern begraben.
Am ersten Jahrestag ihres Todes öffneten die Shelleys Marys Schreibtischschublade. Sie fanden dort Locken ihrer verstorbenen Kinder, ein Notizbuch, das sie gemeinsam mit Percy Bysshe Shelley benutzt hatte, und eine Kopie seines Gedichtes Adonaïs. Eine Seite des Gedichts war um ein seidenes Päckchen gefaltet, das etwas von Percy Shelleys Asche und Überreste seines Herzens enthielt.

## Literarisches Schaffen
Mary Shelleys Leben wurde durch die Literatur geprägt. Als Kind wurde sie von ihrem Vater ermutigt, das Schreiben durch das Abfassen von Briefen zu üben. In ihrer Kindheit beschäftigte sie sich außerdem am liebsten mit dem Schreiben von Geschichten. Unglücklicherweise gingen alle frühen Arbeiten Mary Shelleys während ihres ersten Aufenthalts auf dem europäischen Kontinent verloren. Von den verbliebenen Manuskripten kann keines mit Sicherheit vor das Jahr 1814 datiert werden. Als ihre erste veröffentlichte Arbeit wird oft die Verserzählung Mounseer Nongtongpaw genannt, die in William Godwins Juvenile Library erschien, als Mary Shelley zehn Jahre alt war. In den jüngsten herausgegebenen Gesamtwerken wird dieses Gedicht meist einem anderen Autor zugeschrieben.

### Frankenstein

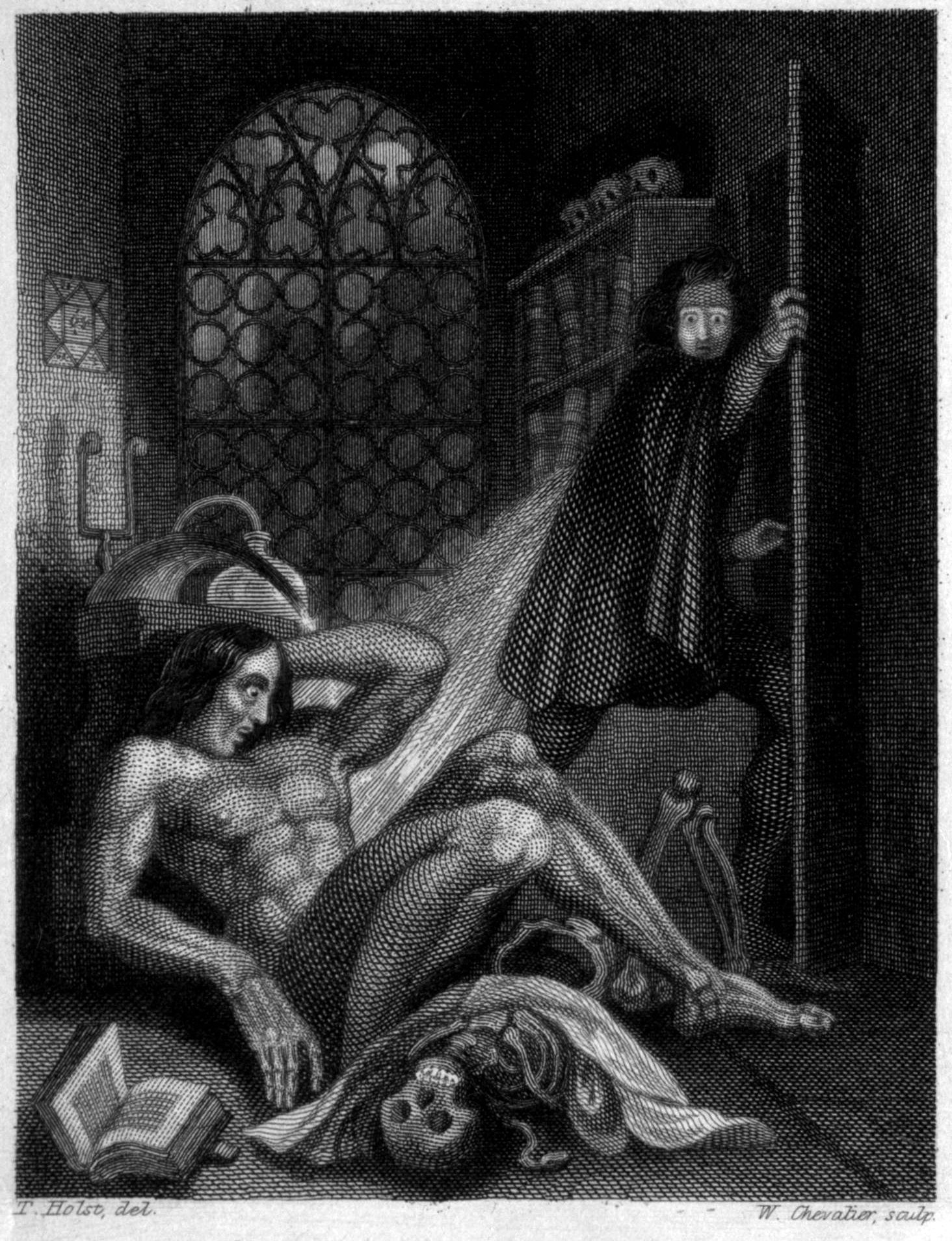
Illustration in Frankenstein, überarbeitete Ausgabe von 1831

Zu Mary Shelleys literarischem Werk gehören, neben einer Reihe anderer Arbeiten, sechs Romane und eine Novelle. Frankenstein; or, The Modern Prometheus ist ihr erster Roman, den sie im Alter von zwanzig Jahren schrieb und auf dem sich ihr Ruhm begründet.
Er erzählt die Geschichte des jungen Schweizers Viktor Frankenstein, eines Studenten der Naturwissenschaften an der Universität Ingolstadt, der das Geheimnis entdeckt, aus toter Materie Leben zu erschaffen, und einen künstlichen Menschen erschafft. Das Ergebnis seines Experiments ist jedoch so hässlich und furchteinflößend, dass Viktor entsetzt vor dem Monster, das er geschaffen hat, aus seinem Labor flieht. Als Viktor zurückkehrt, ist das Monster verschwunden. In den nächsten Jahren kreuzen sich die Wege Viktors und des Monsters immer wieder. Das Monster hasst Viktor dafür, dass er es geschaffen hat und ihm wegen seines abstoßenden Wesens nur ein Leben außerhalb der Gesellschaft möglich ist. Auch die Schaffung einer Gefährtin verwehrt ihm Viktor letztlich. Viktor wiederum ist schließlich aus Rache auf der Suche nach dem Monster, das den Tod mehrerer Mitglieder seiner Familie verschuldet hat, darunter seine Braut und sein Vater. Viktor und das Monster treffen schließlich in der Arktis aufeinander, wo Viktor erschöpft von der langen Jagd nach dem Monster stirbt, worauf sich das Monster selbst tötet. Die Handlung wird im Rückblick erzählt: Der Protagonist erzählt dem Leiter einer Forschungsexpedition, zugleich Eigner des Schiffes, das ihn in der Arktis rettet, seine Geschichte. Mary Shelley verwendet für ihren Roman eine Kombination aus Ich-Erzählperspektiven, ergänzt um Elemente des Briefromans. Die wissenschaftliche Expedition in die Arktis dient als Rahmenhandlung.
Mary Shelley greift mit Frankenstein Elemente des englischen Schauerromans (gothic novel) auf, wie sie unter anderem von Horace Walpole mit seinem Roman Castle of Otranto begründet wurde. Sie geht aber über die Konventionen des Schauerromans hinaus. So sind bei Shelley die Grenzen zwischen Gut und Böse verwischt, denn auch das Monster kann beim Leser in einem gewissen Maß Verständnis für sein Verhalten und seine Situation wecken. Shelley ersetzt ferner das Übernatürliche des typischen Schauerromans durch Wissenschaft, den Geist durch ein Monster. Alexander Pechmann weist darauf hin, dass in Shelleys Roman nicht mehr die Frage zentral ist, ob Übernatürliches existiert oder nicht, sondern dass ihr Roman sich aus verschiedenen Perspektiven mit den moralischen Konsequenzen befasst, die sich aus der Erschaffung eines künstlichen Menschen ergeben. Für Pechmann ist Frankenstein damit „ein Vorbild für moderne Erzählmuster“; Shelley legt mit Frankenstein die Grundlage für zukünftige Genres wie Science-Fiction.

### Historische Romane

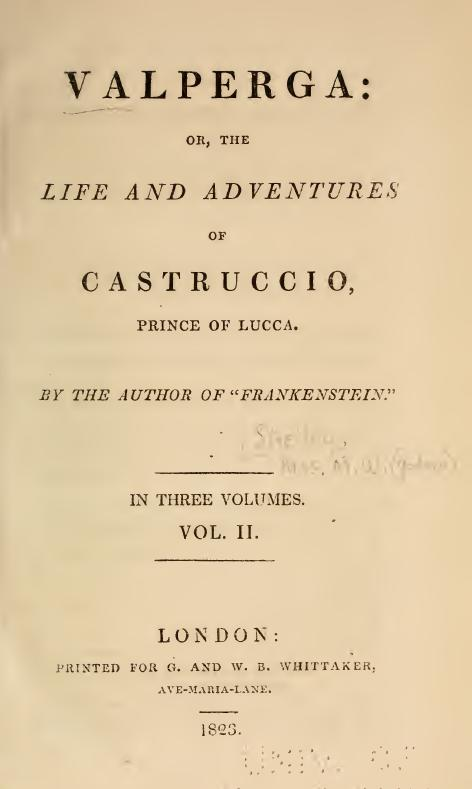
Titelseite des zweiten Bands von Valperga

Valperga: Or, The Life and Adventures of Castruccio, Prince of Lucca (1823) ist ebenso wie The Fortunes of Perkin Warbeck (1830) ein historischer Roman. Valperga spielt im Italien des 14. Jahrhunderts und verbindet die Lebensgeschichte der historischen Person Castruccio Castracani mit der fiktiven Lebensgeschichte zweier Frauen. Mary Shelley hat sich in der Zeit, in der sie an Valperga arbeitete, intensiv mit der italienischen Geschichte auseinandergesetzt, und nimmt in ihrem Roman häufig Bezug auf die politische und soziale Situation Italiens zu Beginn des 19. Jahrhunderts.
Am Roman The Fortunes of Perkin Warbeck arbeitete Mary Shelley von 1827 bis zum Herbst 1829. Sie greift darin die Geschichte von Perkin Warbeck auf, der sich während der Herrschaft Heinrichs VII. als Richard, Duke of York ausgab, einem der zwei Prinzen, die unter der Herrschaft von Richard III. im Tower of London interniert wurden und nach vorherrschender Meinung dort auch starben. Mary Shelley unterstellt in ihrem Roman, dass es sich bei Perkin Warbeck um den rechtmäßigen Thronerben handelte. Ähnlich wie bei Valperga betrieb Mary Shelley umfangreiche Recherchen, während sie an dem Roman arbeitete. Zu den Briefpartnern, die sie wegen einzelner historischer Aspekte um Rat fragte, zählten unter anderem Walter Scott und John Murray.
In ihren historischen Romanen ist Mary Shelley stark von Walter Scott beeinflusst. Sie nutzt das Genre des historischen Romans jedoch vor allem, um die Beziehungen zwischen den Geschlechtern zu reflektieren. So steht z. B. die Gestaltung von Valperga mit seinen zwei weiblichen Hauptfiguren in einem merklichen Gegensatz zu Walter Scotts eher maskulin geprägten Romanen. Die zwei historisch nicht belegten Frauenfiguren, die Shelley zu Hauptpersonen der Handlung macht, verwendet sie auch, um etablierte theologische und politische Institutionen zu hinterfragen. Dem wesentlichen Charakterzug der männlichen Hauptfigur Castruccio setzt Mary Shelley mit den weiblichen Hauptpersonen eine Alternative entgegen: Verstand und Empfindsamkeit.
In Perkin Warbeck steht die Figur der Lady Gordon für Freundschaft, Häuslichkeit und Gleichberechtigung. Auch sie personifiziert eine Alternative zum Machtstreben, das den männlichen Charakter letztlich zerstört. Perkin Warbeck wird von Kritikern unterschiedlich bewertet: Zu Mary Shelleys Lebzeiten waren die Rezensionen überwiegend wohlwollend, aber das Buch war kein Publikumserfolg. Shelleys frühe Biografin Lucy Rosetti betrachtete den Roman nur als schwache Nachahmung der historischen Romane Walter Scotts. Muriel Spark behandelt in Mary Shelleys Biografie von 1987 den Roman ausführlich und lobt ihn unter anderem für die gut gezeichneten Nebenfiguren.

### Verney, der letzte Mensch
Zwischen ihren historischen Romanen schrieb Mary Shelley The Last Man (1826), einen Roman, der schwer einem Genre zuzuordnen ist. Der Roman spielt in der Zukunft am Ende des 21. Jahrhunderts, in der in England Demokraten, Royalisten und Aristokraten um die Vorherrschaft ringen. Titelfigur des Romans ist Lionel Verney, der die politische Entwicklung Englands zu einer Republik zunächst mitbestimmt, letztlich jedoch wie seine Freunde scheitert. Nachdem die Pest in Europa nach und nach die gesamte Bevölkerung hinrafft, ist Verney schließlich der letzte lebende Mensch und wandert durch das menschenleere Europa.
Mary Shelley spricht in diesem Roman eine Bandbreite an politischen, philosophischen und sozialen Aspekten an, die nach Ansicht vieler Literaturwissenschaftler nur mit ihrem Erstlingswerk Frankenstein vergleichbar ist. Unter anderem greift sie die Idee einer weltweiten Pandemie auf, die auch in anderen Romanen ihrer Zeit verarbeitet wird. Alexander Pechmann weist darauf hin, dass Verney, der letzte Mensch mit der Verlegung der Handlung in die Zukunft und seinen Anspielungen auf mögliche technologische, politische und gesellschaftliche Entwicklungen ein Vorläufer des Science-Fiction-Romans ist. Der Roman steht am Beginn eines Genres, das Ende des 19. Jahrhunderts mit Romanen wie H. G. Wells’ Time Machine (1895) populär wird. Mary Shelleys Weltuntergangsvision ist auch im 20. und 21. Jahrhundert angesichts atomarer Bedrohung und biologischer Kampfstoffe sowie der Gefahr weltweiter Ausbreitung von Seuchen immer noch aktuell.

### Weitere Romane und Novellen

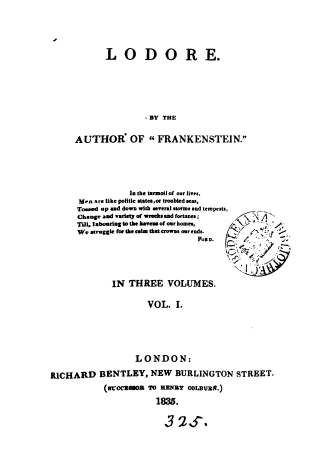
Titelseite von Lodore (1835)

Im Roman Lodore (1835) thematisierte Mary Shelley vor allem Erziehungsfragen. Sie griff damit ein Thema auf, mit dem sich ihre beiden Eltern sehr ausführlich auseinandergesetzt haben. Ähnlich wie ihre Mutter lehnte Mary Shelley eine Erziehung ab, deren Ausrichtung und Tiefe vom Geschlecht des Kindes bestimmt ist und verdeutlicht dies in dieser Erzählung. Der Roman kann gleichwohl zu den genannten silver-fork novels (dt. „Silbergabel-Romane“) gezählt werden, die ihre Handlungsstränge aus den sozialen Konventionen aristokratischer Kreise ableiten und in den 1820 und 1830er Jahren in England sehr populär waren. Zu den bekanntesten Autoren dieser Richtung zählen Benjamin Disraeli und Edward Bulwer. Vor allem letzterer hatte während der 1830er Jahre großen Einfluss auf das Werk Mary Shelleys.
Lodore erwies sich als Verkaufserfolg und ihr Herausgeber schlug Shelley vor, ihren nächsten Roman ähnlich zu gestalten. Tatsächlich weist der 1837 erschienene Roman Falkner in vielem Ähnlichkeit zu Lodore auf, thematisiert aber stärker als dieser die Beziehung zwischen einem Vater und seiner Tochter, die von der Gesellschaft weitgehend isoliert sind. Mary Shelley hielt diesen Roman für einen ihrer besten und hat mehrfach festgehalten, wie leicht ihr das Schreiben von Falkner fiel. In der Literaturwissenschaft wurde diesem Roman trotzdem verhältnismäßig wenig Beachtung geschenkt.
Im Jahr 1819 schrieb Mary Shelley die Novelle Matilda, die 1959 erstmals veröffentlicht wurde. Matilda handelt von dem inzestuösen Begehren eines Vaters nach seiner Tochter, seinem Selbstmord, nachdem er dieses Begehren eingestanden hat, und der melancholischen Todessehnsucht der Tochter nach dem Tod des Vaters. Inzestthemen wurden häufig von Schriftstellern der Romantik aufgegriffen und finden sich auch im Werk Lord Byrons, Horace Walpoles, Matthew Lewis und selbst William Godwins. Godwin riet seiner Tochter allerdings entschieden von der Publikation dieser Novelle ab, und Mary Shelley schloss sich seiner Ansicht offenbar schnell an. Eine Publikation hätte vermutlich dazu geführt, dass Mary Shelleys und Claire Clairmonts aufsehenerregende Beziehung zu Percy B. Shelley und Lord Byron wieder öffentlich diskutiert worden wäre. Nach Percy B. Shelleys Tod war Mary Shelley darauf angewiesen, die angespannte Beziehung zu Sir Timothy Shelley nicht weiter zu belasten, sodass sie auch dann auf eine Veröffentlichung verzichtete.

### Form und Themen der Erzählungen

#### Genres
Mary Shelley hat im Rahmen ihres literarischen Schaffens verschiedene Genres verwendet, um auch ihre politischen und philosophischen Ansichten zu vermitteln. Eines ist eine in den 1790er Jahren von ihrem Vater mit seinem Roman Caleb Williams stark beeinflusste Romanform, die die wechselseitige Beziehung zwischen einer Person und der Gesellschaft thematisiert. Diese Romanform wird in der Anglistik als Godwinian novel bezeichnet. Shelleys erster Roman, Frankenstein, ist davon stark beeinflusst und greift Themen auf, die auch ihr Vater in den Mittelpunkt seiner Romane stellte. Anders als William Godwin steht Mary Shelley den Idealen der Aufklärung kritisch gegenüber. Die frühen Godwinian novels zeigen, wie das rationale Handeln eines Individuums zur allmählichen Verbesserung der Gesellschaft beiträgt. Mary Shelley dagegen nutzt die Form der Godwinian Novel, um sowohl in The Last Man als auch in Frankenstein zu zeigen, wie gering der Einfluss eines Individuums auf den Verlauf der Geschichte ist.

#### Autobiografische Elemente
Es besteht in der Literaturwissenschaft keine Einigkeit darüber, inwieweit Mary Shelleys Erzählungen autobiografisch sind. Kritiker haben auf die wiederholte Auseinandersetzung mit Vater-Tochter-Beziehungen in ihrem Werk hingewiesen. So beschäftigen sich die Romane Falkner und Lodore mit diesem Thema, und es steht auch im Mittelpunkt der Novelle Matilda. Heute wird Matilda überwiegend als eine Erzählung interpretiert, in der Shelley das Gefühl von Verlust nach dem Tod ihrer beiden Kinder sowie ihre emotionale Entfremdung von William Godwin verarbeitete.
Mary Shelley selbst hat darauf verwiesen, dass die handelnden Personen ihres Romanes The Last Man die Personen ihres sogenannten „italienischen Kreises“ widerspiegeln. Lord Raymond, der England verlässt, um an der Seite der griechischen Freiheitskämpfer zu kämpfen und in Konstantinopel stirbt, basiert auf der Lebensgeschichte Lord Byrons. Adrian, Earl of Windsor, der gemeinsam mit seinen Anhängern nach dem Paradies auf Erden sucht und stirbt, als sein Boot in einem Sturm sinkt, ist das fiktive Porträt von Percy Bysshe Shelley. Mary Shelley hielt in ihrer Besprechung von William Godwins Roman Cloudesley (1830) jedoch fest, dass es nicht ausreiche, wenn ein Schriftsteller sich darauf beschränke, Personen des eigenen Umfelds zu porträtieren. Auch William Godwin betrachtete die Charaktere, die seine Tochter schuf, eher als Stereotypen denn als getreue Beschreibung existierender Personen. Eine Reihe von Literaturwissenschaftlern wie etwa Pamela Clemit und Jane Blumberg schloss sich dieser Ansicht an und lehnt eine weitgehend autobiografische Interpretation von Mary Shelleys Arbeiten ab.

#### Kritik an Ideen der Aufklärung und Romantik
Die literaturwissenschaftliche Forschung hat hervorgehoben, dass Mary Shelley ihre Romane auch benutzt, um ihre Perspektive auf die Gesellschaft und ihre politischen Ansichten zu vermitteln. So schreiben Anne K. Mellor und Jane Blumberg, dass Shelley mit dem Roman Frankenstein den in der romantischen Bewegung idealisierten Individualismus kritisiere. Victor Frankenstein erinnere an die Figur des Satans in Paradise Lost und an Prometheus: Er lehne sich gegen die Tradition auf, schaffe Leben und forme sein eigenes Schicksal. Sein Streben, das Victor Frankenstein als Wahrheitssuche missversteht, zwinge ihn seine Familie zu verlassen und ende im Desaster, so Blumberg.
Auch Mary Shelleys Sicht auf die Aufklärung wird in der Literaturwissenschaft diskutiert. So schreibt Benny T. Bennett, dass Shelley zwar der Auffassung der Aufklärung folge, dass der Mensch die Gesellschaft durch einen verantwortlichen Umgang mit Macht verbessern werde, aber sie fürchte auch, dass eine unverantwortliche Ausübung von Macht zu Chaos führen werde. Andere Literaturwissenschaftler sehen in Shelleys Werk eine grundsätzliche Kritik an der Überzeugung vieler Intellektueller, dass ein positiver Gesellschaftswandel zwangsläufig bevorstehe. Die künstliche Kreatur, die Victor Frankenstein schafft, liest zwar Bücher, die radikale politische Ideen wie die ihrer Eltern vertreten, aber diese Bildung ist letztendlich nutzlos für ihn. Nach Ansicht der Literaturwissenschaftlerin Kari Lokke geht Mary Shelley in The Last Man sogar noch weiter und hinterfragt das Recht, den Menschen ins Zentrum des Universums zu stellen.

### Kurzgeschichten

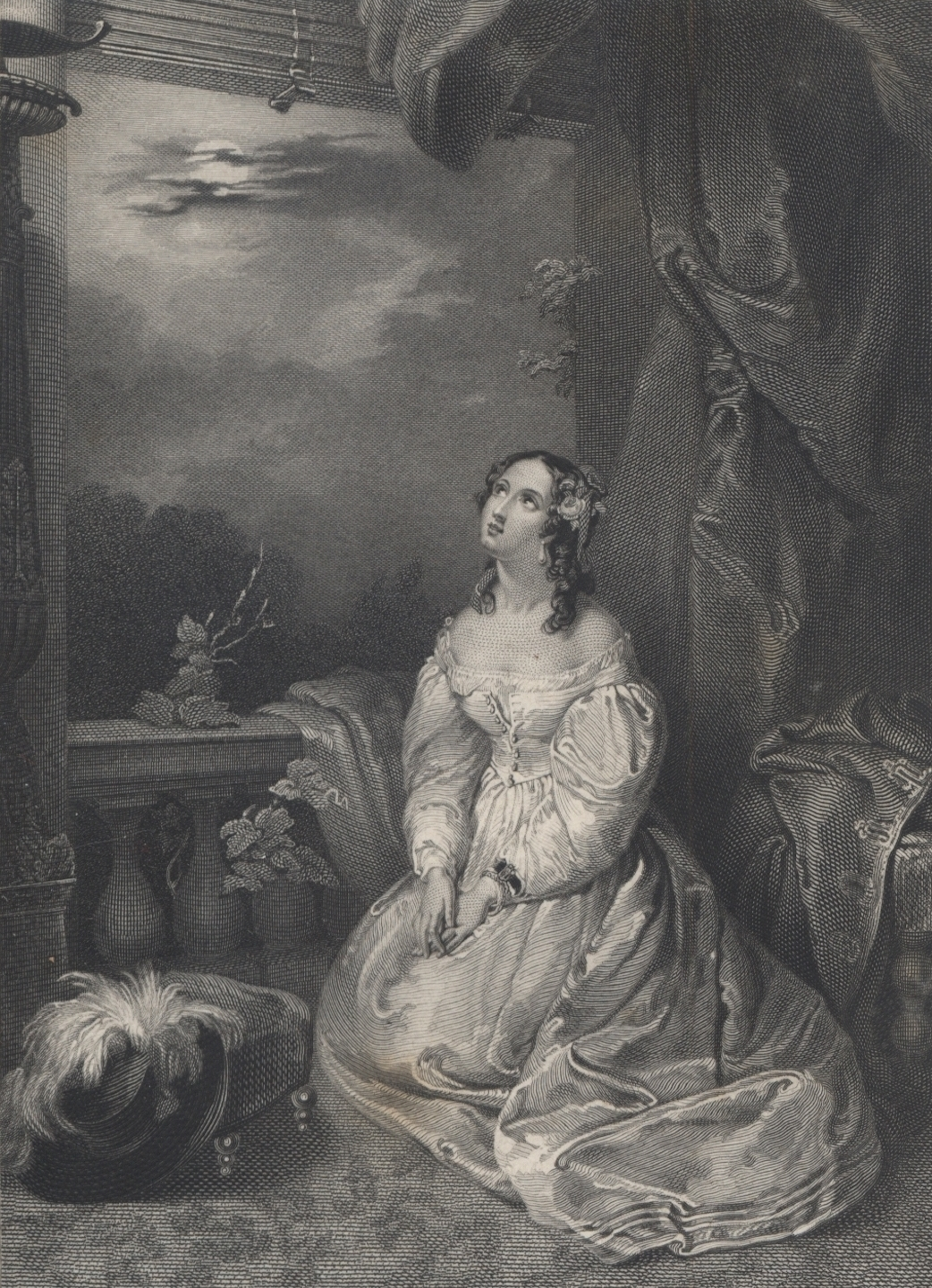
Juliet, gemalt von Louisa Sharpe und graviert von J.C. Edwards. Dieses Bild wurde gemeinsam mit der Kurzgeschichte „Transformation“ von Mary Shelley 1830 in The Keepsake abgedruckt.

In den 1820er und 1830er Jahren schrieb Shelley eine Reihe von Kurzgeschichten für Almanache und Geschenkbücher. Sie wurden häufig in The Keepsake veröffentlicht, einer in Seide gebundenen Almanachreihe, die Frauen der Mittelklasse als Zielgruppe hatte. Es handelte sich meist um Auftragsarbeiten, bei denen der Autor zu einer vorgegebenen Illustration eine Geschichte beisteuerte. Neben Mary Shelley nutzten weitere Autoren wie William Wordsworth und Samuel Taylor Coleridge diesen profitablen Vermarktungsweg. Die meisten Kurzgeschichten Mary Shelleys thematisieren die Zerbrechlichkeit der individuellen Identität und den unterschiedlichen Wert, den die Gesellschaft Männern und Frauen beimisst. Zwischen 1823 und 1839 schrieb Mary Shelley insgesamt 21 solcher Kurzgeschichten. Sie selber gab den Kurzgeschichten keinen hohen Stellenwert und schrieb unter anderem an Leigh Hunt, dass sie hoffe, bald mit dem klaren Wasser eines neuen Romans den Schlamm der Kurzgeschichten abzuwaschen.

### Reiseerzählungen
Während ihrer ersten Reise nach Frankreich im Jahr 1814 führten Mary Godwin und Percy Shelley gemeinsam Tagebuch. Sie publizierten es in überarbeiteter Form 1817 unter dem Titel History of a Six Weeks' Tour. Die Reiseerzählung enthält außerdem je zwei Briefe von Mary Godwin und Percy Shelley, die ihren Besuch in Genf im Jahr 1816 zum Thema haben, sowie Percy Shelleys Gedicht Mont Blanc. Die Reiseerzählung feiert die jugendliche Liebe und politischen Idealismus, setzt sich aber auch mit den Folgen der politischen Wirren in Frankreich und dem Werk von Jean-Jacques Rousseau auseinander. Die Reiseerzählung folgt bewusst dem Beispiel von Mary Wollstonecraft, die in ihren Reiseerzählungen ihre politischen Auffassungen und ihre Lebensform thematisierte.
Mary Shelleys letztes großes Werk, das 1844 erschien, ist die Reiseerzählung Rambles in Germany and Italy in 1840, 1842 and 1843, die in Briefform von ihrer Reise durch Deutschland und Italien mit ihrem Sohn Percy Florence und mit seinen Universitätsfreunden berichtet. Zwischen Berichten über die Sehenswürdigkeiten und die Menschen, denen sie begegnet, benutzt Shelley die Reiseerzählung auch, um über ihre Rolle als Witwe und Mutter sowie die Nationalbewegung in Italien nachzudenken. Sie spricht sich darin deutlich gegen die Monarchie, eine Einteilung der Gesellschaft in Klassen, Sklaverei und Krieg aus.

### Biografien
Zwischen 1832 und 1839 verfasste Shelley mehrere Biografien für Dionysius Lardners Cabinet Cyclopaedia. Diese Reihe gehörte zu den zahlreichen Serien der 1820er und 1830er Jahre, die dazu dienten, der wachsenden Nachfrage vor allem der Mittelschicht nach Büchern zur Weiterbildung nachzukommen. Bis zur Neuauflage dieser Biografien im Jahr 2002 wurde ihre Bedeutung im Werk von Mary Shelley übersehen. Nach Ansicht des Literaturwissenschaftlers Greg Kucich belegen sie unter anderem Mary Shelleys sorgfältige Recherchearbeit. Shelley schrieb ihre Biografien in dem Stil, den Samuel Johnson mit seinem Werk Lives of the Poets (1779 bis 1781) populär gemacht hatte, und verbindet Erinnerungen, Sekundärliteratur und anekdotische Überlieferungen mit ihrer eigenen Bewertung der jeweiligen Person. Shelley nutzte in ihren Biografien die Möglichkeit, ihre politischen Auffassungen zu vermitteln, beispielsweise eine Kritik an häufig männlich geprägten Traditionen wie etwa die Primogenitur. Sie betont den familiären Hintergrund ihrer Subjekte – meist bekannte Italiener, Franzosen und Portugiesen – und legt den Schwerpunkt auf emotionale Themen. Darin gleicht sie den frühen weiblichen Historikern wie Mary Hays und Anna Jameson. Die Biografien hatten pro Band eine Auflage von etwa 4.000 Exemplaren und übertrafen damit die Auflagen ihrer Romane.

### Herausgeberschaft
Mary Shelley war bereits kurz nach dem Tod ihres Mannes entschlossen, seine Biografie zu schreiben. Dieses Vorhaben wurde über Jahrzehnte von Sir Timothy Shelley, Percy B. Shelleys Vater, blockiert. Stattdessen bemühte sich Mary Shelley, den Ruf ihres Mannes als herausragender Dichter durch die Veröffentlichung seiner Gedichte zu begründen. 1824 erschien Posthumous Poems, eine Ausgabe, die zum großen Teil von ihrem Schwiegervater aufgekauft wurde. Mit einer Neuauflage seiner Gedichte 1839 gelang es ihr schließlich, ihrem Mann zu dem aus ihrer Sicht angemessenen Ruhm zu verhelfen.
Im folgenden Jahr gab Mary Shelley einen Band mit den Essays, Briefen, Übersetzungen und Fragmenten der Arbeiten ihres Mannes heraus. In den 1830er Jahren sorgte sie dafür, dass seine Gedichte regelmäßig in Almanachen wie The Keepsake veröffentlicht wurden. Um Sir Timothys Forderung zu umgehen, keine Biografie Percy Shelleys zu veröffentlichen, versah Mary Shelley diese Ausgaben häufig mit Anmerkungen über Leben und Werk ihres Mannes. Um sein Werk an den Geschmack des viktorianischen Publikums anzupassen, stellte sie Percy Shelley eher als lyrischen Dichter denn als radikalen politischen Poeten dar. Seine republikanische Grundhaltung begründete sie als Ausdruck eines Mitgefühls mit den notleidenden Menschen. Mit Hilfe von Anekdoten unterstrich sie sein grundsätzliches Wohlwollen, seine Häuslichkeit und seine Liebe zur Natur. Sich selber porträtierte sie als praktisch veranlagte Muse, die häufig Überarbeitungen seiner Arbeit vorschlug.
Als Grundlage für ihre Ausgaben dienten ihr Percy Shelleys unordentliche, teilweise unleserliche Notizbücher, die sie chronologisch zu ordnen versuchte. Sie berücksichtigte in ihren Ausgaben auch die Gedichte, die Percy an andere Frauen richtete. Aus Sicht heutiger Literaturwissenschaftler hat sie einige der Arbeiten jedoch falsch abgeschrieben, fehlinterpretiert, bewusst geändert und damit Percy Shelley mitunter anders dargestellt, als er tatsächlich war. Heutige Herausgeber der Werke Percy Shelleys wie etwa Donald Reiman greifen dennoch auf ihre Ausgabe zurück und verweisen darauf, dass ihre Arbeit in eine Zeit fiel, in der es noch nicht das primäre Ziel eines Herausgebers war, den Lesern in einer Gesamtedition einen akkuraten und vollständigen Überblick über das Werk einer Person zu geben.
Eine der bekanntesten Eingriffe Mary Shelleys in das Werk ihres Mannes ist die Entfernung der atheistischen Passagen in der ersten Ausgabe des Gedichtes Queen Mab. Es ist nicht klar, ob dies aus eigenem Antrieb oder auf Veranlassung des Verlegers, Edward Moxon, geschah. In der zweiten Ausgabe erschien das Gedicht vollständig, worauf Moxon wegen Blasphemie angeklagt und für schuldig befunden wurde. Nach wie vor gelten ihre Anmerkungen als wesentliche Quelle der Auseinandersetzung mit dem Werk Percy Shelleys. Unstrittig ist auch, dass sie die treibende Kraft war, die sicherstellte, dass Percy Shelley angemessen gewürdigt wurde. Ohne ihr engagiertes Eintreten wäre ihr Mann in den Jahrzehnten nach seinem Tod sicherlich vergessen worden.

## Rezeptionsgeschichte

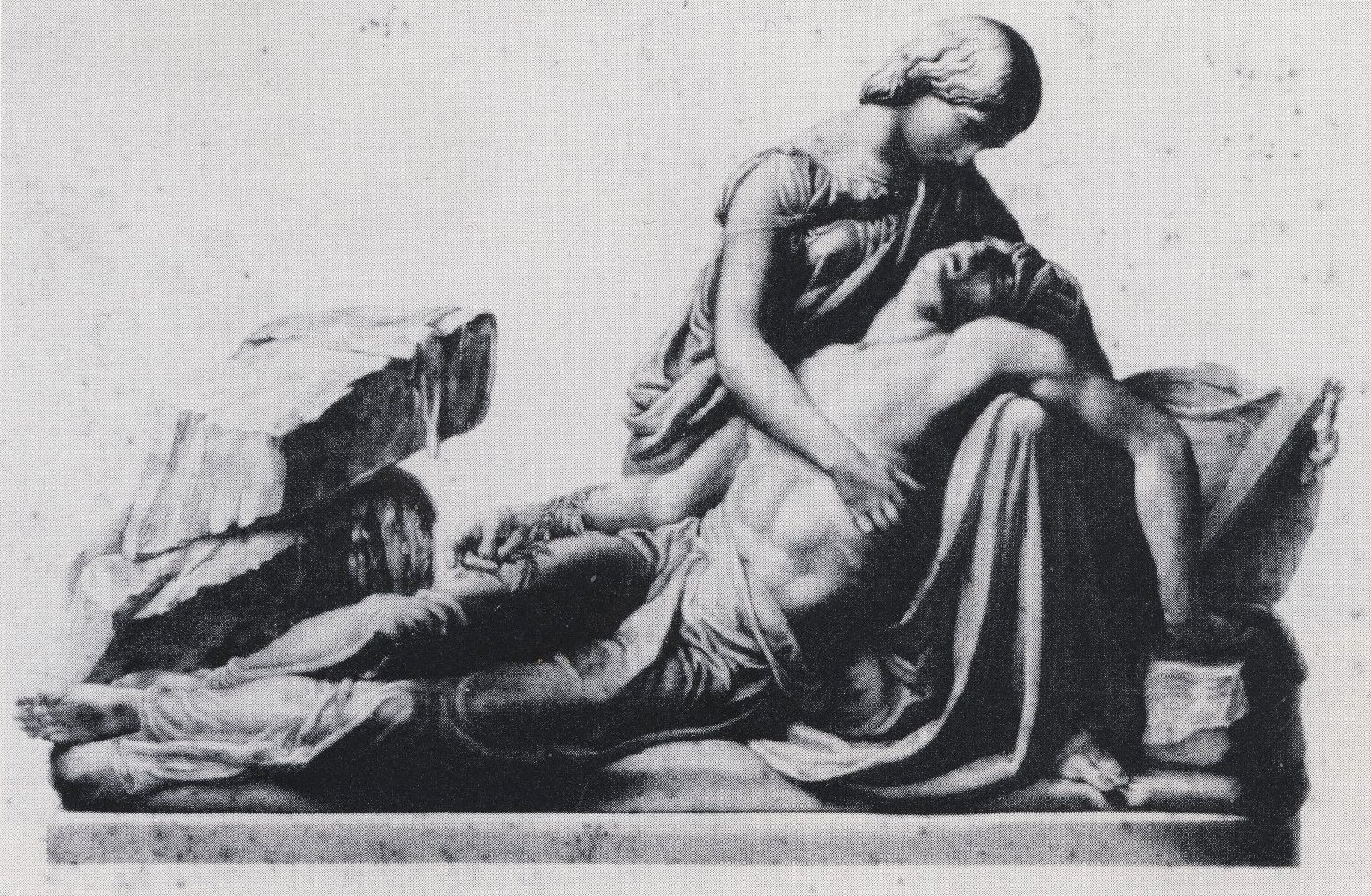
Grafik von George Stodart nach einem Denkmal für Mary and Percy Shelley von Henry Weekes, (1853)

Zu ihren Lebzeiten wurde Mary Shelley als eine ernstzunehmende Schriftstellerin angesehen, auch wenn viele Rezensenten die politische Aussage ihres Werkes übersahen. Nach ihrem Tod wurde sie sehr schnell vorwiegend als Frau von Percy Bysshe Shelley und als Autorin von Frankenstein wahrgenommen. Julie A. Carson verweist in der Einleitung ihres Buches England’s First Family of Writers darauf, dass die Lebensgeschichte Mary Wollstonecrafts, William Godwins und Mary Shelleys häufig eine größere Faszination auslöse als ihr jeweiliges Werk. Mary Shelleys dramatisch verlaufendes Leben hat sowohl die wissenschaftliche Wertung als auch die öffentliche Rezeption ihres Werks beeinflusst. Im 19. und in den ersten sieben Jahrzehnten des 20. Jahrhunderts hat die Fokussierung auf ihre Biografie und den Einfluss ihrer Person auf das Schaffen Percy B. Shelley häufig den Blick auf ihre Bedeutung als Schriftstellerin verstellt. Graham Allen schreibt in seiner Biografie über Mary Shelley, dass man sie „entpolitisierte“ und „domestizierte“.
Dabei wurde ignoriert, dass Mary Shelley kommerziell erfolgreicher war als ihr Mann und sie höhere Auflagen erzielte als die anderen Mitglieder ihres literarischen Kreises. Ihren einflussreichen Roman Frankenstein sah man weniger als ihre eigene Leistung an, sondern meinte, in ihm die inspirierende Leistung von Percy B. Shelley und Lord Byron zu entdecken. Als 1945 ein Teil ihrer Briefe publiziert wurde, schrieb der Herausgeber, Frederick Jones, dass „eine solche umfangreiche Sammlung nicht wegen ihrer grundsätzlichen Qualität oder wegen Shelleys Bedeutung als Schriftstellerin gerechtfertigt sei, sondern dass ihr nur als Frau von Percy Shelley diese Aufmerksamkeit gebühre“. Diese Einstellung war in der Literaturwissenschaft noch in den 1980er Jahren weit verbreitet. Als Betty T. Bennett in den 1980er Jahren ihre gesamten Briefe zu publizieren begann, bezeichnete sie Shelley als eine Frau, die bis vor wenigen Jahren von der Literaturwissenschaft nur als ein „Ergebnis“ betrachtet wurde: William Godwins und Mary Wollstonecrafts Tochter, die zu Percy Shelleys Pygmalion wurde.
Die Sicht auf Mary Shelleys Leben und Werk änderte sich zunehmend ab den 1980er Jahren. Emily Sunsteins Biografie Mary Shelley: Romance and Reality, die 1989 erschien, war die erste wissenschaftlich fundierte Biografie über die Schriftstellerin. Seit den 1980er Jahren ist eine Reihe von hauptsächlich englischsprachigen Biografien über Mary Shelley erschienen. In deutscher Sprache gibt es vereinzelte Veröffentlichungen; Beispiele sind etwa die deutsche Übersetzung der englischsprachigen Biographie von Muriel Spark, Mary Shelley. Eine Biographie, von 1992 und die Biografie von Alexander Pechmann, Mary Shelley: Leben und Werk von 2006.
Auch in der Populärkultur und Unterhaltungsindustrie hat das Interesse an Shelleys Leben zugenommen. Neben wissenschaftlichen Biografien wurden einige Romanbiografien über sie veröffentlicht, in denen Fakten mit fiktiven Details vermischt werden, so z. B. die literarische Biografie von Fiona Sampson, In search of Mary Shelley: The girl who wrote Frankenstein von 2018, und die Romanbiografie von Barbara Lichtermann, Mary Shelley: Leben und Leidenschaften der Schöpferin des "Frankenstein" von 2017. Eine Doppelbiografie, in der die Leben von Mary Shelley und ihrer Mutter, Mary Wollstonecraft, gegenübergestellt und Parallelen herausgearbeitet wurden, erschien 2017; eine Lesung des Textes wurde im Radio auf BBC Four ausgestrahlt. Auch die Filmindustrie wurde auf Mary Shelleys Leben aufmerksam, so wurden ihre prägenden Jahre mit Percy B. Shelley und Lord Byron unter dem Titel Mary Shelley (dt. Mary Shelley – Die Frau, die Frankenstein erschuf) 2017 mit Elle Fanning als Hauptdarstellerin verfilmt. In dem Film Gothic wird das Treffen zwischen Byron, Mary und Percy B. Shelley am Genfersee thematisiert, das als Ausgangspunkt für die Entstehung des Romans Frankenstein und das Genre der phantastischen Literatur gilt. Die Graphic Novel Mary Shelley: l'eterno sogno (dt. Mary Shelley: Die Comic-Biografie der Frankenstein-Schöpferin) aus dem Jahr 2019 ist vom Leben und Werk Mary Shelleys inspiriert. Lara Swionteks Verwandlung (Avant Verlag, 2021) hingegen versteht sich als zeichnerische Umsetzung „nach der Novelle von Mary Shelley“.
Frankenstein ist die bekannteste Erzählung Shelleys. Dazu haben die zahlreichen Adaptionen für Film und Bühne wesentlich beigetragen. Frankenstein wurde 1823 erstmals auf die Bühne gebracht. Die erste Filmadaption folgte 1910. Die zweite Verfilmung aus dem Jahr 1931, in der Boris Karloff das von Victor Frankenstein geschaffene Monster spielte, wurde zu einem Klassiker des Horrorfilms. Weitere Verfilmungen entfernten sich in Handlung und Charakterzeichnung immer weiter von der literarischen Vorlage. 1974 drehte Mel Brooks Frankenstein Junior, eine Persiflage auf die Horrorfilme der 1930er Jahre. 1994 folgte Kenneth Branaghs Mary Shelley’s Frankenstein, eine Filmfassung, die sich wieder eng an die Romanvorlage hielt.
Die Literaturwissenschaft begann in den 1970er Jahren, sich intensiver mit dem Gesamtwerk von Mary Shelley zu befassen. Dies ist zu einem großen Teil der feministischen Literaturwissenschaft zu verdanken, die seit dieser Zeit an Bedeutung gewann und zu zahlreichen neuen Ansätzen führte. Ellen Moers war eine der Ersten, die Mary Shelleys Werk aus einer psychoanalytischen Sicht interpretierte. Moers argumentiert, dass der Verlust von Mary Shelleys erstem Kind wesentlichen Einfluss auf die Entstehung von Frankenstein gehabt habe. Moers schreibt, dass es sich bei dem Roman um einen „Geburtsmythos“ handele, mit dem Mary Shelley verarbeite, dass sie sowohl den Tod ihrer Mutter verursacht als auch mit dem Tod ihres Kindes als Elternteil versagt habe.
Sandra Gilbert und Susan Gubar hinterfragten in ihrem 1979 erschienenen Buch The Madwoman in the Attic vor allem Shelleys Verhältnis zur männlich geprägten Literaturtradition. Nach ihrer Interpretation akzeptierte Mary Shelley diese Tradition inklusive ihrer inhärenten Skepsis gegenüber dem Menschen, hegte aber heimlich „Fantasien von Gleichberechtigung, die gelegentlich in monströsen Bildern des Zorns ausbrechen“. Aus Sicht der Literaturwissenschaftlerin Mary Poovey bezeugen ihre Werke anfangs häufig die literarische Selbstsicherheit der Autorin, münden jedoch in ein konventionelles weibliches Handeln. Die zahlreichen Handlungsstränge in Frankenstein erlauben nach Ansicht von Mary Poovey der Autorin, ihre radikalen Wünsche auszudrücken und sie gleichzeitig zu negieren.
Seit der Mitte des 20. Jahrhunderts entwickelte sich ein größeres Interesse am Gesamtwerk Mary Shelleys über Frankenstein hinaus. Die meisten Werke Shelleys wurden wieder gedruckt. 1944 und 1947 erschienen erstmals wissenschaftliche Editionen der Tagebücher und Briefe Mary Shelleys. 1996 kam eine wissenschaftliche Gesamtausgabe ihrer Romane und einer Auswahl ihrer weiteren Werke auf den Büchermarkt; 2002 folgte eine vierbändige Ausgabe der von ihr verfassten Biografien, Gedichte und Essays. Seit den 2000er Jahren erscheinen auch zunehmend deutsche Übersetzungen von Mary Shelleys Werken, so z. B. von The Last Man (dt. Der letzte Mensch) in einer vollständigen Neuübersetzung 2021. Die Übersetzung erregte unter anderem wegen der Aktualität des Romanthemas, eine Pestepidemie, während der COVID-Pandemie 2020/2021 in der Presse Aufmerksamkeit.
Mary Shelley gilt heute als eine wesentliche Autorin der Romantik und ihr Roman Frankenstein als eines der bekanntesten Werke der phantastischen Literatur. Ein Teil der Manuskripte von Mary Shelley findet sich in der Bodleian Library, der New York Public Library, der Huntington Library, der British Library und der John Murray Collection. 2004 wurde Shelley postum in die Science Fiction and Fantasy Hall of Fame aufgenommen.
Im Oktober 2022 veröffentlichte die deutsche Metalcore-Band Callejon das Album Eternia, auf dem sich ein Song mit dem Titel Mary Shelley befindet.

## Werke (Auswahl)

### Romane
- Frankenstein; Or, The Modern Prometheus. Lackington, Hughes, Harding, Mavor, & Jones, London 1818.
  - Deutsch: Frankenstein oder Der moderne Prometheus. Aus dem Englischen übersetzt von Gerd Leetz. Leipzig 1912; Neuausgabe: Insel Taschenbuch, Leipzig/Frankfurt a. M. 2008, ISBN 978-3-458-35223-5.
- Matilda. Hrsg. von Elizabeth Nitchie. University of North Carolina Press, Chapel Hill 1959. (Fertigstellung des Manuskripts 1819, postum erschienen 1959)
  - Deutsch: Mathilda. Hrsg. von Wolfgang Arno Gogolin. Aus dem Englischen übersetzt von Ralf Fletemeier. BoD Norderstedt, 2023, ISBN 978-3-7578-1618-6.
  - Deutsch: Mathilda. Aus dem Englischen von Stefan Weidle. Pendragon Verlag, Bielefeld, 2025, ISBN 978-3-86532-870-0
- Valperga, or the Life and Adventures of Castruccio, Prince of Lucca. G. and W. B. Whittaker, London 1823.
- The Last Man. Henry Colburn, London 1826.
  - Deutsch (gekürzt): Verney, der letzte Mensch. Übersetzt von Ralph Tegtmeier. Bastei Lübbe 1982.
  - Der letzte Mensch. Übersetzt von Maria Weber. BoD, Norderstedt 2018.
  - Vollständige deutsche Übersetzung: Der letzte Mensch. Aus dem Englischen übersetzt von Irina Philippi. Philipp Reclam jun. Verlag, Ditzingen 2021, ISBN 978-3-15-011328-8.
- The Fortunes of Perkin Warbeck. Henry Colburn and Richard Bentley, London 1830.
  - Perkin Warbeck. Deutsch von Nadine Erler. Verlag 28 Eichen, Barnstorf 2023, ISBN 978-3-96027-117-8.
- Lodore. Richard Bentley, London 1835.
- Falkner. Saunders and Otley, London 1837.

### Novellen und Erzählungen
- A Tale of the Passions; or, The Death of Despina. In: The Liberal 1 (1822), S. 289–325.
- The Bride of Modern Italy. In: The London Magazine 9 (1824), S. 351–363.
- Ferdinando Eboli. In: The Keepsake for MDCCCXXIX. Hrsg. von Frederic Mansel Reynolds. Hurst, Chance, and Co., and R. Jennings, London 1828.
- The Evil Eye. In: The Keepsake for MDCCCXXX. Hrsg. von Frederic Mansel Reynolds. Hurst, Chance, and Co., and R. Jennings, London 1829.
- The False Rhyme. In: The Keepsake for MDCCCXXX. Hrsg. von Frederic Mansel Reynolds. Hurst, Chance, and Co., and R. Jennings, London 1829.
  - Deutsch: Der falsche Vers. Übersetzt von Alexander Pechmann. In: Mary Shelley: Verwandlung, Der falsche Vers, Die Trauernde. Manesse Verlag, Zürich, 2003, ISBN 978-3-7175-4035-9.
- The Mourner. In: The Keepsake for MDCCCXXX. Hrsg. von Frederic Mansel Reynolds. Hurst, Chance, and Co., and R. Jennings, London 1829.
  - Deutsch: Die Trauernde. Übersetzt von Alexander Pechmann. In: Mary Shelley: Verwandlung, Der falsche Vers, Die Trauernde. Manesse Verlag, Zürich, 2003, ISBN 978-3-7175-4035-9.
- The Swiss Peasant. In: The Keepsake for MDCCCXXXI. Hrsg. von Frederic Mansel Reynolds. Hurst, Chance, and Co., and R. Jennings and Chaplin, London 1830.
- The Transformation. In: The Keepsake for MDCCCXXXI. Hrsg. von Frederic Mansel Reynolds. Hurst, Chance, and Co., and R. Jennings and Chaplin, London 1831.
  - Deutsch: Die unheimliche Verwandlung. In: Alden H. Norton (Hrsg.): Ein Totenschädel aus Zucker. Heyne Allgemeine Reihe #867, 1971, neu übersetzt von Alexander Pechmann als Verwandlung. In: Mary Shelley: Verwandlung, Der falsche Vers, Die Trauernde. Manesse Verlag, Zürich, 2003, ISBN 978-3-7175-4035-9.
- The Dream. In: The Keepsake for MDCCCXXXII. Hrsg. von Frederick Mansel Reynolds. Longman, Rees, Orme, Brown, and Green, London 1831.
  - Deutsch: Der Traum. Hrsg. von Wolfgang Arno Gogolin. Aus dem Englischen übersetzt von Ralf Fletemeier. BoD Norderstedt, 2023, ISBN 978-3-7578-1552-3.
- The Pole. In: The Court Magazine and Belle Assemblée 1 (1832), S. 64–71.
- The Brother and Sister: An Italian Story. In: The Keepsake for MDCCCXXXIII. Hrsg. von Frederick Mansel Reynolds. Longman, Rees, Orme, Brown, Green, and Longmans, London 1832.
- The Mortal Immortal. In: The Keepsake for MDCCCXXXIV. Hrsg. von Frederick Mansel Reynolds. Longman, Rees, Orme, Brown, Green, and Longmans, London 1833.
  - Deutsch: Der sterbliche Unsterbliche. JMB Verlag, Hannover 2020, ISBN 978-3-95945-021-8.
- The Elder Son. In: Heath's Book of Beauty. Hrsg. von Countess of Blessington. Longman, Rees, Orme, Brown, Green, and Longmans, London 1834.
- The Parvenue. In: The Keepsake for MDCCCXXXVII. Hrsg. von Lady Emmeline Stuart Wortley. Longman, Rees, Orme, Green, and Longmans, London 1836.
- The Pilgrims. In: The Keepsake for MDCCCXXXVIII. Longman, Orme, Brown, Green, and Longmans, London 1837.
- Euphrasia. In: The Keepsake for MDCCCXXXIX. Hrsg. von Frederic Mansel Reynolds. Longman, Orme, Brown, Green, and Longmans, London 1838.
- The Heir of Mondolfo. In: Appleton's Journal: A Monthly Miscellany of Popular Literature (NY) N.S. 2 (1877), S. 12–23.

### Reiseberichte
- Mit Percy Bysshe Shelley: History of a Six Weeks' Tour through a Part of France, Switzerland, Germany, and Holland: with Letters Descriptive of a Sail round the Lake of Geneva, and of the Glaciers of Chamouni. T. Hookham, Jun., and C. and J. Ollier, London 1817.
  - Deutsch: Flucht aus England. Reiseerinnerungen und Briefe 1814–1816. Herausgegeben und aus dem Englischen übersetzt von Alexander Pechmann. Achilla Presse, Hamburg 2002.
- Rambles in Germany and Italy in 1840, 1842 and 1843. Edward Moxon, London 1844.
  - Deutsch: Streifzüge durch Deutschland und Italien In den Jahren 1840, 1842 und 1843. Übersetzt von Nadine Erler und mit einem Nachwort versehen von Rebekka Rohleder. Band 1: Corso, Wiesbaden 2017, ISBN 3-7374-0742-8, Band 2: Corso, Wiesbaden 2018, ISBN 3-7374-0745-2.

### Moderne Ausgaben (Auswahl)
- Mary Shelley: Collected Tales and Stories. Herausgegeben von Charles E. Robinson. Johns Hopkins University Press, Baltimore 1976, ISBN 0-8018-1706-4.
- Mary Shelley: Mary. Matilda; with Mary and Maria, by Mary Wollstonecraft. Herausgegeben von Janet Todd. Penguin, London 1992, ISBN 0-14-043371-6.
- Mary Shelley: The Journals of Mary Shelley, 1814–44. Herausgegeben von Paula R. Feldman and Diana Scott-Kilvert. Johns Hopkins University Press, Baltimore 1995, ISBN 0-8018-5088-6.
- Mary Shelley: The Novels and Selected Works of Mary Shelley. 8 Bände. Herausgegeben von Nora Crook. Pickering & Chatto, London 1996.
- Mary Shelley: Lodore. Herausgegeben von Lisa Vargo. Broadview Press, Ontario 1997, ISBN 1-55111-077-6.
- Mary Shelley: The Last Man. Herausgegeben von Morton D. Paley. Oxford Paperbacks, Oxford 1998, ISBN 0-19-283865-2.
- Mary Shelley: Mary Shelley's Literary Lives and Other Writings. 4 Bände. Herausgegeben von Tilar J. Mazzeo. London: Pickering & Chatto, 2002, ISBN 1-85196-716-8.
- Mary Shelley: Valperga; or, The Life and Adventures of Castruccio, Prince of Lucca. Herausgegeben von Michael Rossington. Oxford Paperbacks, Oxford 2000, ISBN 0-19-283289-1.
- Mary Shelley: Frankenstein; or, The Modern Prometheus. Herausgegeben von Susan J. Wolfson. Pearson Longman, New York 2007, ISBN 0-321-39953-6.